# Wissenschaftsleugnung

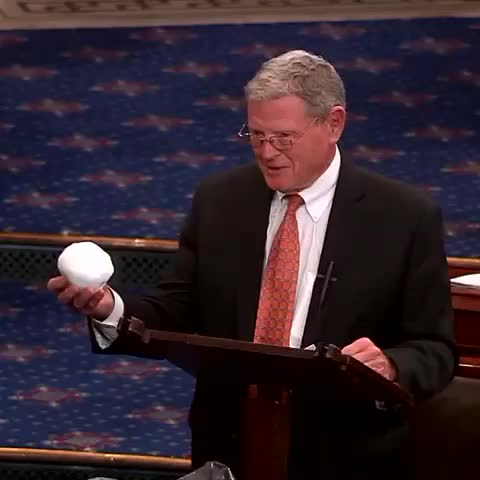
Jim Inhofe 2015 bei einer Senatsrede, bei der er mit einem Schneeball gegen die Existenz der menschengemachten globalen Erwärmung polemisierte

Wissenschaftsleugnung (englisch science denial oder science denialism) bezeichnet das gesellschaftliche Phänomen, dass wissenschaftlich unstrittiges Wissen durch bestimmte Personengruppen oder Organisationen abgelehnt oder rundheraus geleugnet wird. Im deutschsprachigen Raum hat sich bisher noch kein allgemein etablierter Begriff durchgesetzt; neben dem aus dem englischen Sprachraum stammenden eingedeutschten Begriff „Denialismus“ und dem Begriff „Wissenschaftsleugnung“ wird hier teilweise auch von Wissenschaftsverweigerung, Denialismus oder Leugnismus gesprochen. Die entsprechenden Personen werden im Deutschen u. a. als Wissenschaftsleugner bezeichnet.
Ursprünglich wurde der Begriff „denialism“ mit der Bedeutung der „systematischen und ideologisch motivierten Negierung von Realität und Wahrheit“ zunächst vor allem für die Holocaust-Leugnung, also eine Leugnung gesicherter Erkenntnisse der Geschichtswissenschaften, verwendet. Heute wird er jedoch deutlich breiter genutzt, unter anderem für die Klimawandelleugnung, das Bestreiten der Mondlandung oder die AIDS-Leugnung. Ebenfalls zum Denialismus gezählt werden unter anderem die Ablehnung der Evolutionslehre durch Anhänger des Kreationismus oder seiner Unterform Intelligent Design, das Abstreiten der Relativitätstheorie (also die Leugnung gesicherter Erkenntnisse der Physik), das Vorgehen von Impfgegnern, das Leugnen der gesundheitsschädlichen Folgen des Tabakkonsums und das Abstreiten der gesundheitsschädlichen Auswirkungen der Luftverschmutzung. 2020 kam es im Zuge und Kontext der COVID-19-Pandemie zu einem starken Anstieg der Wissenschaftsleugnung samt Verschwörungstheorien zum Thema.
Unterschieden werden kann grob zwischen einer persönlichen Ablehnung wissenschaftlicher Erkenntnisse durch Privatpersonen und einem öffentlichen Leugnen durch Organisationen und Personen mit dem konkreten Ziel, die Öffentlichkeit bezüglich wissenschaftlicher Erkenntnisse hinters Licht zu führen. Die Leugnung selbst kann aktiv oder passiv sein (abhängig davon, ob der Leugner im Streit mit wissenschaftlichen Erkenntnissen liegt oder nicht), nach innen oder nach außen gerichtet (d. h. auf Selbsttäuschung ausgelegt sein oder auf Täuschung anderer, wie beispielsweise bei Desinformationskampagnen durch Industriegruppierungen), und sie kann viele unterschiedliche Gründe haben. Hierzu zählen unter anderem die Belohnung mit materiellen Vergütungen oder immateriellen Gütern wie beispielsweise die Anerkennung durch oder die Zugehörigkeit zu bestimmten sozialen Gruppen. Manche Formen der Wissenschaftsleugnung können vergleichsweise harmlos sein, viele aber sind ausgesprochen gefährlich und können sowohl auf individueller als auch auf gesellschaftlicher Ebene tödliche Folgen haben. Gefährdet sein kann dabei sowohl das Leben von Leugnern selbst als auch das von Unbeteiligten. Beispielsweise hatten und haben insbesondere die Klimawandelleugnung, das Bestreiten des Zusammenhangs zwischen Rauchen und Lungenkrebs, die Impfskepsis und die Aidsleugnung verheerende Auswirkungen. Allein die AIDS-Leugnung der südafrikanischen Regierung Thabo Mbekis führte zu geschätzt mehr als 330.000 vermeidbaren Todesfällen. An den Folgen des Rauchens starben mit ca. 100 Millionen sogar mehr Menschen als in beiden Weltkriegen zusammen (Stand 2023).
Die Leugnung wissenschaftlicher Erkenntnisse tritt vor allem dort auf, wo (Interessen-)Gruppierungen aus persönlichen Motiven ein starkes Interesse daran haben, einen wissenschaftlichen Konsens in einem Gebiet zu bestreiten. Häufig werden dabei Gefahren oder negative Auswirkungen heruntergespielt oder kleingeredet. Ursachen des Denialismus sind sowohl grundsätzliche Verständnisprobleme der wissenschaftlichen Methode als auch bewusste Desinformationskampagnen durch Industrieunternehmen und Lobbyverbände, wie sie z. B. von der Tabakindustrie, der DDT-Industrie oder der Bleiindustrie betrieben wurden. Ziel solcher Kampagnen ist es hierbei, wissenschaftlich anerkannte Lehrmeinungen (Theoreme) zu verwerfen, über die in der Forschung ein breiter Konsens existiert. Zwischen diesen einzelnen Formen der von Interessengruppen vorangetriebenen organisierten Leugnung wissenschaftlicher Erkenntnisse existieren personelle, organisatorische und finanzielle Verbindungen. So gingen einige der Personen, die zunächst für die Tabakindustrie die Gesundheitsgefahren des Tabakkonsums bestritten hatten, später dazu über, die Umweltwissenschaften zu attackieren und die Gefahren des Ozonlochs oder des Klimawandels zu leugnen. 2020 begannen wiederum Akteure der US-Klimawandelleugnerbewegung ihre mediale Reichweite zu nutzen, um die COVID-19-Pandemie infrage zu stellen.
Als die mit großem Abstand am besten koordinierte und mit den größten finanziellen Ressourcen ausgestattete Form des Denialismus gilt die organisierte Leugnung des menschengemachten Klimawandels, die darüber hinaus auch das Rückgrat des generellen Kampfes gegen Umweltforschung und Umweltschutz darstellt. Diese organisierten Kampagnen zur Leugnung des menschengemachten Klimawandels sowie seiner Auswirkungen begannen praktisch in dem Moment, als der Klimawandel Ende der 1980er Jahre öffentliches Interesse erregte.
Da Wissenschaftsleugnung auf dem Nicht-Wahrhaben-Wollen wissenschaftlicher Erkenntnisse basiert, wird davon abgeraten, hierfür den Begriff „Skeptizismus“ zu nutzen, da dies eine offensichtliche Falschbezeichnung sei. Kritik, „Skeptizismus“ und die Falsifikation von Hypothesen sind Kern wissenschaftlichen Arbeitens. Wissenschaftsleugnung zielt hingegen auf die Ignoranz des wissenschaftlichen Diskurses und nicht auf eine kritische Auseinandersetzung mit dem Stand der Wissenschaft. Leugnerbewegungen versuchen dabei, die Wissenschaft an sich zu untergraben, um das öffentliche Verständnis der wissenschaftlichen Methoden zu entstellen und Misstrauen gegenüber wissenschaftlichen Institutionen hervorzurufen. Begleitet wird Wissenschaftsleugnung oft von Wut und Aggressionen gegenüber Wissenschaftlern, beispielsweise in Form von verbalen Attacken, Bedrohungen, Einschüchterungsversuchen, (Online-)Mobbing, öffentlichen Beschimpfungen oder beleidigenden E-Mails. Solche Attacken können impulsiv begangen werden, beispielsweise als Reaktion auf unliebsame Forschungsergebnisse, werden teils aber auch strategisch durch Interessengruppen wie die Tabakindustrie eingesetzt.

## Definition

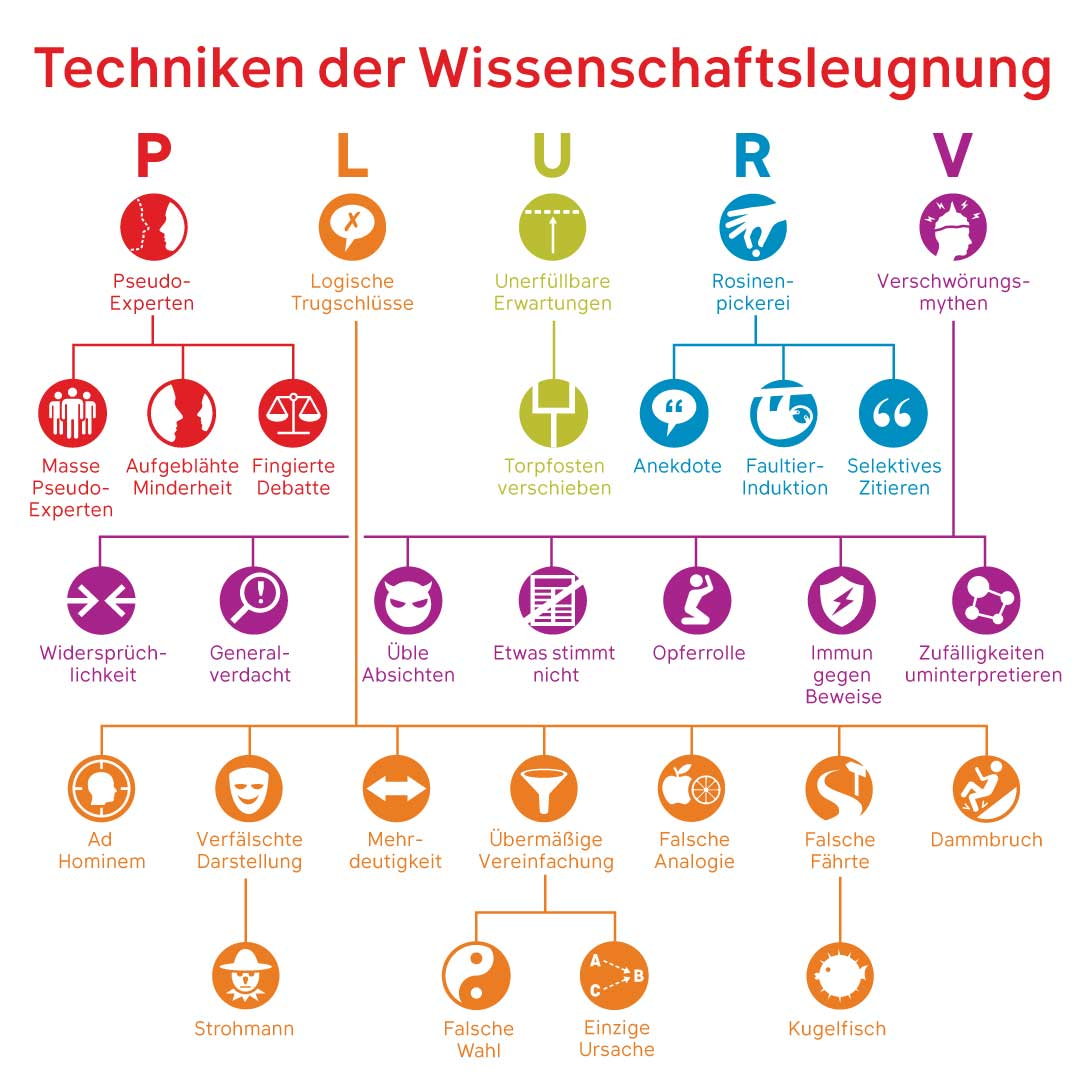
Die zentralen fünf Charakteristiken der Leugnung wissenschaftlicher Erkenntnisse samt Untergliederung; im Deutschen oft als PLURV zusammengefasst, im Englischen als FLICC

Die Wissenschaftsleugnung wird üblicherweise definiert als „systematische Zurückweisung empirischer Belege, um unerwünschte Tatsachen oder Schlussfolgerungen zu umgehen.“ Stephan Lewandowsky et al. verstehen unter der Ablehnung wissenschaftlicher Erkenntnisse „das Zurückweisen von gut begründeten wissenschaftlichen Erkenntnissen aus Gründen, die nicht wissenschaftlich motiviert sind“. McLintic beschreibt Wissenschaftsleugnung als „die außerhalb des Peer-Reviews und ohne relevante Expertise [stattfindende] Ablehnung eines wissenschaftlichen Konsenses, bei dem die wissenschaftlichen Erkenntnisse typischerweise als Bedrohung wahrgenommen werden“.
Die Gebrüder Hoofnagle definieren Wissenschaftsleugnung als „Anwendung rhetorischer Argumente, um den Anschein einer legitimen Debatte zu erwecken, wo es keine gibt“. Nach Pascal Diethelm und Martin McKee, deren Publikation wiederum auf den Vorarbeiten der Gebrüder Hoofnagle aufbaut, ist die gezielte Leugnung des wissenschaftlichen Konsenses in einem bestimmten Feld „ein Prozess, der manche oder alle der folgenden fünf Elemente auf miteinander abgestimmte Art und Weise nutzt“:
1. Das Nutzen falscher Experten, die eine quer zum Stand der Forschung liegende Meinung vertreten
2. Der Rückgriff auf Falschdarstellungen und logische Fehlschlüsse
3. Das Stellen unerfüllbarer Anforderungen an wissenschaftliche Forschung
4. Selektivität bzw. Rosinenpicken bei der Datenauswahl
5. Das Vertreten von Verschwörungstheorien

Daraus wurde schließlich die englischsprachige Abkürzung FLICC entwickelt, die für fake experts, logical fallacies, impossible expectations, cherry picking und conspiracy theories steht. Im Deutschen wird FLICC für gewöhnlich als PLURV übersetzt (Pseudo-Experten, logische Trugschlüsse, unerfüllbare Erwartungen, Rosinenpickerei und Verschwörungstheorien).
Im Englischen werden neben denial bzw. denialism auch die Begriffe skepticism, contrarianism, antiscience, doubt und dismissal genutzt, wobei sich die genauen Bedeutungen teilweise etwas unterscheiden können. Viele Forscher finden es wichtig herauszustellen, dass Wissenschaftsleugnung nicht mit Skeptizismus verwechselt werden darf oder dass es problematisch ist, Wissenschaftsleugner als Skeptiker zu bezeichnen. So sei Skepsis gegenüber wissenschaftlichen Thesen ein Kernelement der Wissenschaft, das als treibende Kraft wissenschaftlicher Debatten diene und über Mechanismen wie das Peer-Review und Replikation experimenteller Forschung die Qualität neuer Aussagen erhöhe. Grundlage dieses „funktionellen Skeptizismus“ sei das wissenschaftliche Ethos, dass Forscher ihre Überzeugungen ohne Rücksicht auf das Ergebnis anhand von Daten aktualisierten. Im Unterschied zu diesem funktionellen Skeptizismus würden Wissenschaftsleugner Belege nur dann akzeptieren, wenn diese ihre vorher vorhandenen Überzeugungen bestätigten, die üblicherweise dem wissenschaftlichen Konsens widersprächen. Damit sei dies ein dysfunktionaler Skeptizismus, der weniger von Belegen, sondern vielmehr von dem Wunsch des Leugners angetrieben sei, wie er die Dinge gerne hätte. Damit sei Wissenschaftsleugnung eine Form der motivierten Zurückweisung von Wissenschaft.

## Formen
Es existieren viele verschiedene Formen der Wissenschaftsleugnung. Wichtige Beispiele sind die Klimawandelleugnung, die Holocaustleugnung, das Bestreiten der Relativitätstheorie, die AIDS-Leugnung, die Impfleugnung, die Leugnung der gesundheitsschädlichen Auswirkungen des Tabakkonsums und die Ablehnung der Evolutionslehre durch Anhänger des Kreationismus oder seiner Unterform Intelligent Design. Weitere Formen sind der Glaube an eine Flache Erde, das Abstreiten der gesundheitsschädlichen Auswirkungen der Luftverschmutzung oder das Abstreiten der negativen Auswirkungen der Verbreitung invasiver Spezies.
Wissenschaftsleugnung spielt auch im Kontext der COVID-19-Pandemie eine wichtige Rolle. So kam es im Zuge dieser Pandemie zu einem starken Anstieg der Wissenschaftsleugnung, die begleitet wurde von Falschinformationen und Verschwörungstheorien zum Thema. Dabei wollten insbesondere populistische Staatsführer die Auswirkungen der Pandemie auf ihre Staaten nicht akzeptieren und griffen im Umgang mit der Pandemie auch auf Taktiken der Wissenschaftsleugnung wie beispielsweise das Verbreiten von Verschwörungstheorien zur Pandemie oder das Anführen falscher Experten zurück. Als besonders starker Leugner stach dabei Brasiliens Präsident Jair Bolsonaro hervor, dessen Umgang mit der Pandemie nicht nur durch die Ablehnung von Gesundheitsrichtlinien und dem Forschungsstand zu bestimmten Behandlungsmethoden gekennzeichnet ist, sondern auch durch Unterdrückung von Wissen, das Bolsonaros Überzeugungen widerspricht. Häufig sind es die gleichen Personen und Organisationen, die sowohl die Coronakrise als auch die Klimakrise herunterspielen; dabei verwenden sie auch ähnliche Strategien. Weitere Parallelen sind die Nicht-Akzeptanz und selektive Umdeutung wissenschaftlicher Forschungsergebnisse, die Angst vor Verlust von Freiheitsrechten an den Staat und das teils bereitwillige Eingehen von Bündnissen mit demokratiefeindlichen oder minderheitenfeindlichen Akteuren, oft auch rechtsextremen Kräften.

## Akteure
Die Wissenschaftsleugnung wird von einer Vielzahl verschiedener Akteure betrieben mit unterschiedlichen Motivationen. Im Umwelt- und Gesundheitsbereich, wo die Leugnung wissenschaftlicher Erkenntnisse weit verbreitet ist, lassen sich sechs Hauptgruppen unterscheiden: leugnende Wissenschaftler, Regierungen, politische und religiöse Organisationen, Industrieakteure, Medien und die normalen Bürger.

### Wissenschaftler

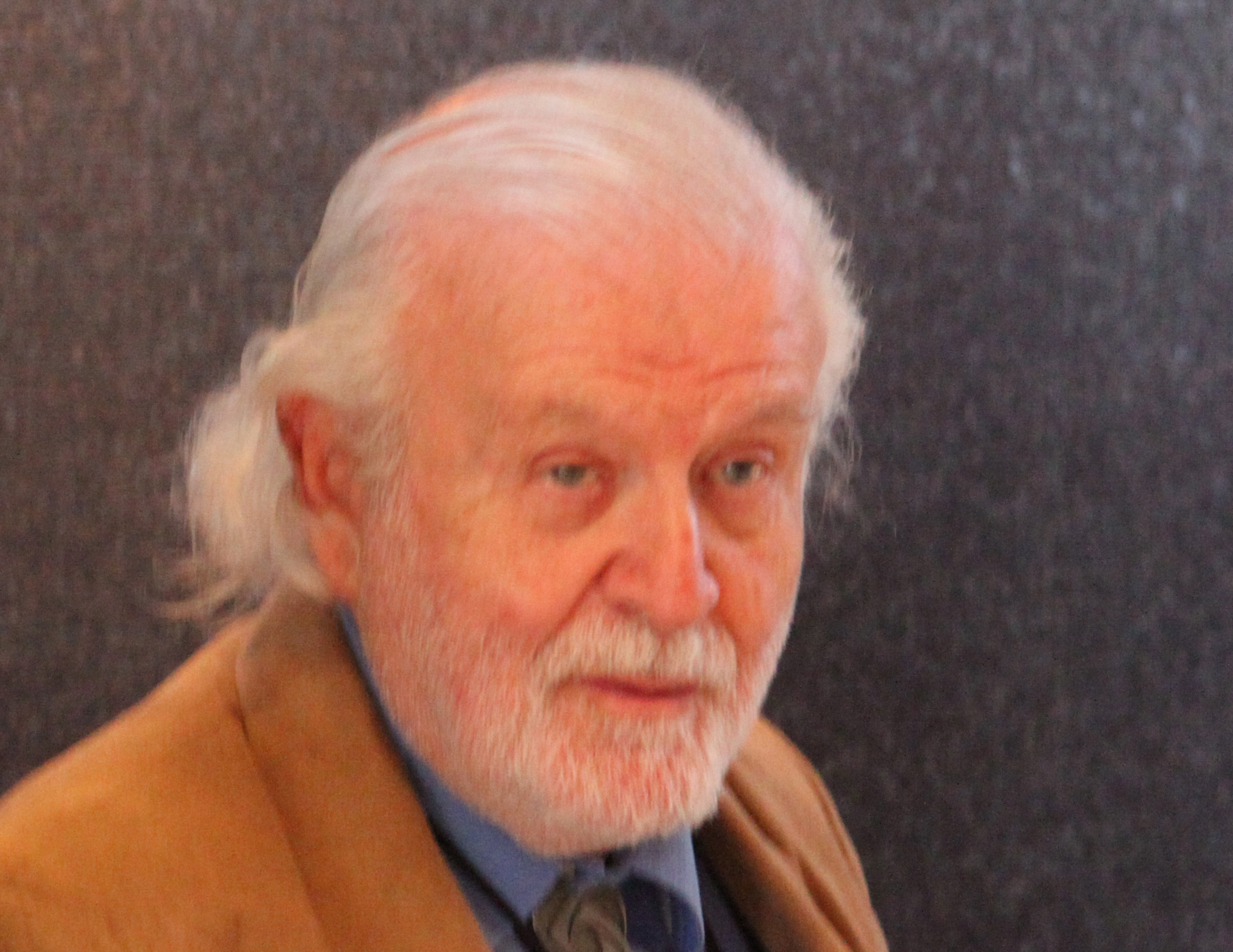
Fred Singer (1924–2020) galt als der produktivste der universell einsetzbaren käufliche[n] Leugner wissenschaftlicher Erkenntnisse.

Wissenschaftler, die Belege für Umweltprobleme wie den sauren Regen, das Ozonloch oder die globale Erwärmung leugnen, stellen eine kleine Minderheit der wissenschaftlichen Gemeinschaft dar. Sie sind üblicherweise nicht Teil der Forschergemeinschaft in dem jeweiligen Fachgebiet und sind oft nicht an akademischen Einrichtungen tätig, sondern stehen häufig in Verbindung mit einschlägigen Think Tanks wie z. B. dem Heartland Institute, dem George C. Marshall Institute oder dem Institute of Public Affairs. Beispielsweise waren die sehr wenigen (Natur)-Wissenschaftler unter den Klimawandelleugnern meistens keine Klimaforscher, sondern oft Physiker, hinzu kamen einige ältere Meteorologen. Auch bei AIDS-Leugnern spielten ein paar wenige, als „Helden“ dargestellte Wissenschaftler eine große Rolle, um dieser Bewegung „eine Patina wissenschaftlicher Legitimität zu verleihen.“
Da bei der industriell motivierten Wissenschaftsleugnung im Rahmen der sogenannten Tabakstrategie die Wissenschaft selbst das Ziel ist, ist der Erfolg stark von den als Experten auftretenden Wissenschaftlern abhängig. Unterstützt werden diese bei ihrem Vorgehen von Juristen der jeweiligen Industriebranchen und PR-Experten. Die Wissenschaftler werden hierbei als verlässliche Autoritäten präsentiert, um den geäußerten Falschbehauptungen und Halbwahrheiten Glaubwürdigkeit zu verleihen. Zurück geht diese Strategie auf die Tabakindustrie: Diese erkannte bereits in den 1950er Jahren, dass der Interessenkonflikt zu offensichtlich wäre, wenn sie wissenschaftliche Erkenntnisse zur Gesundheitsschädlichkeit des Rauchens selbst attackieren würde. Würden jedoch Wissenschaftler die wissenschaftlichen Erkenntnisse hinterfragen, so wäre die Glaubwürdigkeit viel höher. Daraufhin suchte die Tabakindustrie gezielt nach Wissenschaftlern, die bereit waren, die wissenschaftlichen Erkenntnisse öffentlich zu bezweifeln.
Nicht selten traten die gleichen vermeintlichen Experten bei der Leugnung diverser Umweltprobleme für ganz unterschiedliche Branchen auf. Beispielsweise halten Naomi Oreskes und Erik M. Conway in ihrem Buch Merchants of Doubt fest:

„So gibt es mehrere Fälle, in denen Fred Singer, Fred Seitz und eine Handvoll anderer Wissenschaftler sich mit Denkfabriken und Privatfirmen zusammenschließen, um wissenschaftliche Beweise anzufechten. Anfangs kam das meiste Geld für diese Bestrebungen von der Tabakindustrie, später von Stiftungen, Denkfabriken und aus der Treibstoffbranche. Singer, Seitz und andere Wissenschaftler behaupteten, ein Zusammenhang zwischen Rauchen und Krebs sei noch immer nicht bewiesen. Sie beharrten darauf, dass andere Wissenschaftler sich im Hinblick auf die Risiken von SDI irrten. Sie argumentierten, dass der saure Regen und das Ozonloch durch Vulkane verursacht worden seien. Sie beschuldigten die US-Umweltschutzbehörde, die wissenschaftlichen Daten zum Passivrauchen manipuliert zu haben. Und gegen die wachsende Evidenz leugnen sie nun auch die Realität der Klimaerwärmung. Anfangs behaupteten sie, es gebe sie nicht, später sollte es sich nur um natürliche Schwankungen handeln. Schließlich sagten sie, auch wenn es die Klimaerwärmung gäbe, sie sei nicht so schlimm und man könne sich ihr einfach anpassen. Fall auf Fall verneinten sie standhaft den wissenschaftlichen Konsens – auch wenn sie damit alleine standen.“

### Regierungen
Regierungen sind ebenfalls bisweilen Treiber von Wissenschaftsleugnung. Als wichtiger Akteur im „Krieg gegen die Wissenschaft“ wurde insbesondere die US-Regierung unter Präsident George W. Bush identifiziert, die in verschiedenen Bereichen, insbesondere der Klimaforschung, gegen die Wissenschaft agierte und die Klimawandelleugnung sogar innerhalb der Regierung institutionalisierte. Dies erlaubte Akteuren aus der fossilen Energieindustrie und konservativen Think Tanks, aus der Regierung heraus gegen die Klimaforschung vorzugehen. Auch weitere Regierungen wie die kanadische unter Stephen Harper und die australische unter John Howard setzten aktiv Ignoranz-Bildungs-Maßnahmen ein, um den Willen des Volks zum Klimaschutz zu schwächen. Die AIDS-Leugnung wurde wiederum von der südafrikanischen Regierung unter Thabo Mbeki maßgeblich vorangetrieben.
Mit Donald Trump wurde im Januar 2017 zudem ein Klimawandelleugner US-Präsident. Die für Klimapolitik relevanten Kabinettsposten besetzte er ebenfalls mit Klimawandelleugnern: Unter anderem wurde der langjährige ExxonMobil-Chef Rex Tillerson Außenminister, der frühere Generalstaatsanwalt und Lobbyist Scott Pruitt Chef der Umweltbehörde EPA, der frühere texanische Gouverneur Rick Perry Energieminister und der Umweltschutz-Gegner Ryan Zinke Innenminister. Erste Erkenntnisse deuten darauf hin, dass die Regierung Trump noch deutlich stärker in der Wissenschaftsleugnung aktiv war als frühere Regierungen. Wissenschaftler sehen z. B. einen Angriff auf und eine Umgestaltung der Umweltbehörde EPA zu einer wissenschaftsfeindlichen Organisation, die historisch trotz ähnlicher Aktionen unter den Regierungen Reagan und Bush einzigartig sei. Insbesondere der EPA wird zudem ein klarer Kurswechsel weg von ihrem eigentlichen Mandat, dem Umwelt- und Gesundheitsschutz, und hin zu den speziellen Interessen von Industrieunternehmen attestiert, was stark für eine Regulatory capture spräche, d. h. eine Vereinnahmung von Regierungsbehörden durch Lobbygruppen.

### Politische und religiöse Organisationen
Ein weiterer bedeutender Treiber sind politische und religiöse Organisationen wie z. B. Think Tanks, Stiftungen und sonstige Institute. In der Literatur wird vor allem die Rolle herausgearbeitet, die die konservative Bewegung in den USA spielte mit Think Tanks wie der Heritage Foundation, dem Cato Institute oder dem Heartland Institute. Zudem waren weitere neoliberale und neokonservative Organisationen aktiv, dazu die Republikanische Partei, die Tea-Party-Bewegung und die christliche Rechte. Diese verbreiten ihre Wissenschaftsleugnung, gerade die Klimawandelleugnung, auch in weitere Teile der Welt. Außerhalb der USA sind u. a. der Think Tank Institute of Public Affairs in Australien und das Stockholm Network in Europa tätig. Das Committee for a Constructive Tomorrow trägt wiederum zur engen Vernetzung europäischer, amerikanischer und australischer Think Tanks bei.

### Industrie

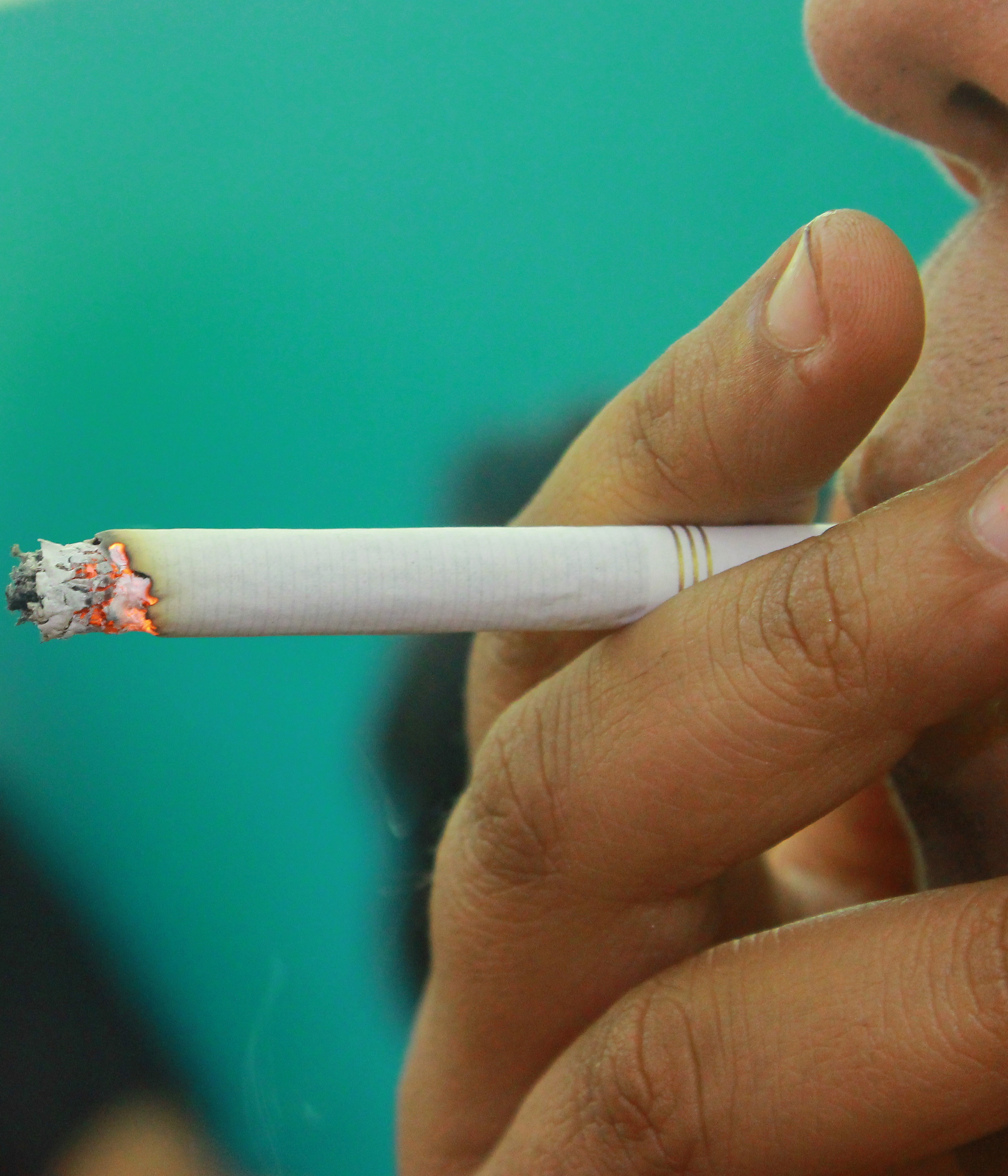
Die organisierte Leugnung wissenschaftlicher Erkenntnisse begann in den 1950er Jahren mit dem Bestreiten der Gesundheitsgefahren des Tabakrauchens durch die Tabakindustrie.

Wirtschaftsunternehmen, vor allem Industrieunternehmen, Wirtschaftsverbände und von ihnen gegründete Organisationen sind wichtige Finanziers für die Leugnung wissenschaftlicher Erkenntnisse und speziell für Aktivitäten, die gegen die Umweltforschung ausgerichtet sind. Eingeleitet wurden die Angriffe von Industrieunternehmen auf die Wissenschaft in den 1950er Jahren von der Tabakindustrie. Zu diesem Zeitpunkt war bereits bekannt, dass Tabakprodukte gesundheitsschädlich sind. Daher begann sie gezielt Zweifel zu säen, indem sie Denkfabriken und Frontorganisationen große Mengen Geld zur Verfügung stellte, mit denen diese dann zusammen mit speziell dafür rekrutierten Wissenschaftlern den Forschungsstand in Zweifel zogen. Diese auch als „Tabakstrategie“ bezeichnete Vorgehensweise wurde in der Folge von einer Vielzahl anderer Industriebranchen übernommen, um wissenschaftliche Belege für Umwelt- und Gesundheitsschäden durch Industrieprodukte zu bestreiten bzw. unglaubwürdig wirken zu lassen. Als erstes übernahm sie die DDT-Industrie in den 1960er Jahren. Später wurde sie dann u. a. angewandt, um die Folgen des Sauren Regens zu bestreiten, dann um die ozonschichtschädigende Wirkung der Fluorkohlenwasserstoffe abzustreiten und schließlich um die menschengemachte globale Erwärmung zu leugnen.
Die Klimawandelleugnung wird insbesondere von Unternehmen aus der Erdöl- und Kohlebranche vorangetrieben, auch wenn Stahlerzeuger, Automobilhersteller und Bergbauunternehmen ebenfalls wichtige Treiber solcher Aktivitäten sind. Einige dieser Unternehmen betreiben ihre Leugnung über vorgeblich unabhängige Organisationen; frühe Beispiele hierfür waren z. B. die Global Climate Coalition oder das Information Council on the Environment. Zudem existieren Parallelen zu der Wissenschaftsleugnung der Tabakindustrie. So übernahmen Klimawandelleugner z. B. die Strategien der Tabakindustrie, wobei sie dieser aber weitere Elemente hinzugefügt haben, wie beispielsweise die Anschuldigung, dass Klimaforscher an einer Verschwörung beteiligt seien oder wissenschaftliches Fehlverhalten praktizierten.

### Medien
Es existieren verschiedene Studien, die sich mit Wissenschaftsleugnung in Medien auseinandersetzen, wobei eine starke Korrelation zwischen politisch rechter Orientierung der Medien und der Publikation von Artikeln mit wissenschaftsleugnendem Inhalt festgestellt wurde. Beispielsweise sendete Fox News häufiger Inhalte, die dem wissenschaftlichen Konsens bezüglich der menschengemachten Erderwärmung widersprachen als andere Sender wie MSNBC oder CNN und lud auch häufiger Klimawandelleugner in die Sendungen ein. Eine weitere wichtige Rolle bei der Leugnung wissenschaftlicher Erkenntnisse spielen Blogs und Soziale Medien, nicht zuletzt durch den Aufbau einer Echokammer.

### Öffentlichkeit
Zusammenfassende Ergebnisse für die Wissenschaftsleugnung durch die Öffentlichkeit liegen vor allem für die Leugnung der menschengemachten globalen Erwärmung vor. Für die USA wurde eine starke Polarisierung innerhalb der Bevölkerung festgestellt, wobei Menschen, die sich als Demokraten bzw. „liberals“ ansahen, viel eher die globale Erwärmung anerkennen als Konservative und Republikaner. Am weitesten verbreitet ist die Klimawandelleugnung unter konservativen weißen Männern. In Großbritannien ist die Klimawandelleugnung am stärksten unter älteren Menschen mit schwacher sozioökonomischer Stellung, konservativen Menschen, Männern und Autobesitzern. In Deutschland sind Klimawandelleugner überdurchschnittlich häufig männlich und stammen aus Ostdeutschland, die sozioökonomische Stellung ist hingegen wenig bedeutsam.

## Vorgehen

### Generelle Vorgehensweise von Wissenschaftsleugnern
Wissenschaftsleugner nutzen eine Reihe verschiedener Taktiken, um ihnen missliebige wissenschaftliche Erkenntnisse abzustreiten. Der Biologe Sean B. Carroll nennt sechs Kerntaktiken, die zum Teil bereits seit dem 19. Jahrhundert immer wieder angewandt werden. Diese von ihm als „grundsätzliches Handbuch des Denialismus“ bezeichnete Sammlung umfasst folgende Vorgehensweise, anhand derer man Wissenschaftsleugnung von einer echten wissenschaftlichen Debatte unterscheiden könne:
1. „Rufe Zweifel an der Wissenschaft hervor.“
2. „Stelle die persönlichen Motive und die Integrität von Wissenschaftlern in Frage.“
3. „Bausche echte Meinungsverschiedenheiten in der Forschung auf und führe Nicht-Experten mit Minderheitenmeinungen als Autoritäten an.“
4. „Übertreibe die möglichen Gefahren, die durch die jeweilige Thematik entstehen können.“
5. „Stelle die Thematik als Bedrohung für die persönliche Freiheit dar.“
6. „Behaupte, dass die Akzeptanz einer Schlüsselphilosophie, einem religiösen Glauben oder einem Brauch einer Gruppe widersprechen würde.“

### Ökonomisch motivierte Wissenschaftsleugnung
Zentrale Vorgehensweise von Wissenschaftsleugnern aus der Industrie ist die sogenannte Tabakstrategie, die seit ihrer Entwicklung neben der namensgebenden Tabakindustrie von einer Vielzahl anderer Industrieunternehmen und -Branchen angewendet wurde und wird, um wissenschaftliche Erkenntnisse aus Umweltforschung oder der Medizin zu bestreiten, die negative Auswirkungen auf die Geschäftstätigkeit haben könnten. Die weiter unten beschriebenen Produktverteidigungsstrategie, die maßgeblich auf der Erzeugung von Unsicherheit beruhen, werden von einer Vielzahl an Industriebranchen genutzt, deren Produkte umwelt- und gesundheitsschädlich sind und die sich deshalb gegen Umwelt- und Gesundheitsgesetzgebung einsetzen. Beispiele sind unter anderem die Verteidigung von Asbest, Benzol, Beryllium, Chrom, Dieselabgasen, Blei und Kunststoffen sowie von Tabakprodukten und fossilen Energieträgern zur Verzögerung der Klimapolitik.

#### Anfänge
Die Geschichte der ökonomisch motivierten Wissenschaftsleugnung durch Industrieunternehmen, in der Fachliteratur teils als „Produktverteidigungsindustrie“ bezeichnet, reicht bis ins frühe 20. Jahrhundert zurück. Zu diesem Zeitpunkt wiesen wissenschaftliche Studien nach, dass die Aufnahme von Blei gesundheitsschädliche Auswirkungen auf den menschlichen Körper hatte. Da diese Erkenntnis eine Gefahr für die Bleiindustrie darstellte, begann die Lead Industries Association, ein Verband dieser Industriebranche, eine Kampagne, die das Ziel hatte, die Gesundheitsgefahren von Blei zu verschleiern. Zu dieser Kampagne zählten unter anderem die Finanzierung von Studien, die die Unbedenklichkeit von Blei zeigen sollten, das Anzweifeln von Berichten über Bleivergiftung sowie die Einschüchterung von Wissenschaftlern, deren Studien die von Blei ausgehenden Gesundheitsgefahren belegten. Zudem begann die Bleiindustrie im Jahr 1918 eine sich letztendlich über 35 Jahre erstreckende PR-Kampagne, die die Öffentlichkeit von der Sicherheit der Bleinutzung überzeugen sollte. Diese Maßnahmen führten in Summe dazu, dass in den USA erst in den 1970er Jahren Gesetze zur Regulierung von bleihaltigen Farben erlassen wurden.

#### Die Tabakstrategie
Die Praxis, wissenschaftliche Erkenntnisse anzufechten, wurde von der Tabakindustrie übernommen und zur Reife gebracht. Aufbauend auf den Erfahrungen der Bleiindustrie entwickelte die Werbeagentur Hill & Knowlton eine über mehrere Jahrzehnte fortgeführte Verteidigungsstrategie für Tabakprodukte. Diese umfasste unter anderem Angriffe auf Wissenschaftler und Studien, die auf die Zusammenhänge zwischen Tabakkonsum und Krebs hinwiesen, Finanzierung von Studien, die sich mit anderen Gründen für die Krebsentwicklung befassten, um von der Rolle des Tabaks abzulenken, und Verbreitung dieser Materialien via Frontorganisationen und Medienkampagnen.
In der wissenschaftlichen Literatur wird die Tabakstrategie beschrieben als „konzertiertes Vorgehen, um Zweifel an der etablierten Wissenschaft zu wecken, um ein bestimmtes politisches Ziel zu erreichen.“ Um diese Zweifel zu erreichen, entwickelte die Tabakindustrie ein aus verschiedenen Einzeltaktiken bestehendes Maßnahmenpaket. Zu diesem gehörten unter anderem:
- Suchen von einigen wenigen mit der Sache sympathisierenden Wissenschaftlern, welche die Zweifel hervorrufenden Botschaften in die Öffentlichkeit trugen.
- Falschdarstellungen über die Zahl der Wissenschaftler, um zu suggerieren, dass es in der Wissenschaft eine starke Debatte über das jeweilige Thema gäbe.
- Rosinenpicken von Daten und Konzentration auf einige wenige ungeklärte oder anomale Details bei gleichzeitigem Ignorieren der überwältigenden Mehrheit an Daten, die den wissenschaftlichen Konsens stützen.
- Erwecken des Eindrucks einer Kontroverse durch Stellen von Fragen, selbst wenn die Antworten auf diese bereits bekannt sind und nicht die Ansichten der jeweiligen Industrie stützen
- Fordern von „fairer“ Berichterstattung, bei der der wissenschaftlichen Meinung und der Meinung der Industrie gleich viel Raum eingeräumt wird.

Die Tabakstrategie erwies sich als hoch erfolgreich. So gelang es der Tabakindustrie, die öffentliche Debatte über die Gesundheitsgefahren des Tabakkonsums jahrzehntelang aufrechtzuerhalten, nachdem diese Frage in der Wissenschaft geklärt worden war. Ziel war es dabei gar nicht, die Unschädlichkeit von Zigaretten zu beweisen (die Tabakmanager waren sich bewusst, dass dies ein aussichtsloses Unterfangen wäre), sondern nur Zweifel zu schüren. So hält ein 1969 verfasstes internes Dokument aus der Tabakbranche fest:

“Doubt is our product since it is the best means of competing with the ‘body of fact’ that exists in the mind of the general public. It is also the means of establishing a controversy.”

„Zweifel ist unser Produkt, denn es ist das beste Mittel, um mit dem ‚Korpus an Fakten‘ zu konkurrieren, der im Bewusstsein der Allgemeinheit existiert. Er ist auch das Mittel, um eine Kontroverse zu erzeugen.“

Parallel nutzte auch die Chemieindustrie ähnliche Methoden und lancierte unter anderem eine aggressive Denunziationsstrategie gegen Rachel Carson und ihr Buch Silent Spring, um dieses sowie die darin befindliche wissenschaftliche Belegführung zu diskreditieren. Neben ausgewählten, als vermeintliche Experten dargebotenen Wissenschaftlern, Medienkampagnen in bedeutenden Zeitungen und einer von Monsanto publizierten „Alternative“ zu Silent Spring wurde Carson auch persönlich angegriffen.
Ziel dieser Produktverteidigungsstrategien ist es dabei, den wissenschaftlichen Prozess als solchen zu lenken. So sollen unter anderem die Forschungen in andere, für die jeweiligen Hersteller unbedenkliche Bahnen gelenkt werden, Informationen über schädliche Aspekte der Produkte verschleiert werden und wissenschaftliche Erkenntnisse sowie die Forscher angegriffen werden, die für die Unternehmen geschäftsschädigende Forschung betreiben. Zugleich wird stark darauf hingearbeitet, dass Medien vorteilhaft über das jeweilige Produkt berichten.

#### Wirkung
Durch den Einsatz von rhetorischen Taktiken wie z. B. dem Rosinenpicken, dem Anwenden logischer Fehlschlüsse oder dem Rückgriff auf falsche Experten kommen industriefinanzierte Studien häufig zu diametral unterschiedlichen Schlussfolgerungen als Studien unabhängiger Wissenschaftler; teils unterdrücken sie für ihre Auftraggeber unvorteilhafte Ergebnisse auch ganz. Beispielsweise ermittelte eine Review-Arbeit, dass von der Tabakindustrie durchgeführte Studien 88 Mal häufiger zum Ergebnis kamen, dass Passivrauchen ungefährlich sei, als Studien, die von unabhängigen Forschern verfasst wurden.

## Erkenntnistheoretische Charakteristiken
Nach Sven Ove Hansson weist das Vorgehen von Denialisten vier bestimmte Charakteristiken auf:

### Rosinenpicken

Vermeintliche Pause der globalen Erwärmung. Viele Klimawandelleugner argumentieren mit dem selektiv ausgewählten Temperaturabschnitt 1998 bis 2012, dass die globale Erwärmung zum Stillstand gekommen sei.

Wissenschaftliche Arbeitsweise basiert darauf, die gesamte Palette an Indizien und Beweisen für einen Sachverhalt zu beachten, da nur so ein vollständiges Bild der Sachlage gewonnen werden kann, mit dem man zu einem gut begründeten Urteil gelangen kann. Die Technik des Rosinenpickens basiert stattdessen darauf, nur einzelne Aspekte zu berücksichtigen und widersprechende Ergebnisse zu ignorieren, um so eine vom Gesamtbild aller Beweise abweichende Sachlage zu suggerieren. Mit der Technik des Rosinenpickens ist es möglich, nahezu alles zu „beweisen“, wenn die Indizien bewusst selektiv ausgewählt werden.
Ein Beispiel für Rosinenpicken ist die bisweilen von Evolutionsleugnern getätigte Argumentation, dass Fossilien, die sich über mehr als eine geologische Schicht erstrecken, ein Beweis gegen die Evolutionstheorie seien. Tatsächlich erklärt sich das Vorkommen solcher Fossilien mit der schnellen Ablagerung von Sedimenten um ein Fossil. Eine weitere Form von Rosinenpicken ist das sog. „quote mining“, bei dem Zitate bewusst aus dem Kontext gerissen werden, um dann den Sinn der Gesamtaussagen zu verdrehen. Beispielsweise werden Zitate von Wissenschaftlern, die sich darüber streiten, wie die Evolution genau stattfand, von Kreationisten umgedeutet und anschließend als Beweis gegen die Evolution an sich angeführt. Klimawandelleugner nutzen Rosinenpicken u. a., um eine vermeintliche Pause der globalen Erwärmung zu konstruieren, die real nicht stattfand. Ein bekanntes Beispiel ist die selektive Auswahl des Jahres 1998 für die Berechnung von Temperaturtrends. Mit diesem extrem warmen Jahr als Startpunkt der Zeitreihe vermitteln die folgenden Jahre den Anschein eines deutlich geringeren Temperaturanstiegs. Davon ausgehend argumentierten Klimawandelleugner fälschlicherweise, dass die Erderwärmung seit 1998 zum Stillstand gekommen sei. Wird hingegen statt 1998 das Jahr 1997 als Ausgangspunkt herangezogen, fällt die ganze Argumentation in sich zusammen.
Wissenschaftsleugner wählen sich oft zudem ihre Autoritäten sehr selektiv aus. So lehnen AIDS-Leugner z. B. Studien, die belegen, dass AIDS durch das HI-Virus verursacht wird, mit der Begründung ab, dass diese aufgrund von Forschungsgeldern aus der Pharmabranche parteiisch seien. Hingegen akzeptieren sie oft unkritisch Aussagen von anderen AIDS-Leugnern, die finanziell am Verkauf „alternativer AIDS-Medizin“ profitieren.

### Ignorieren widersprechender Informationen

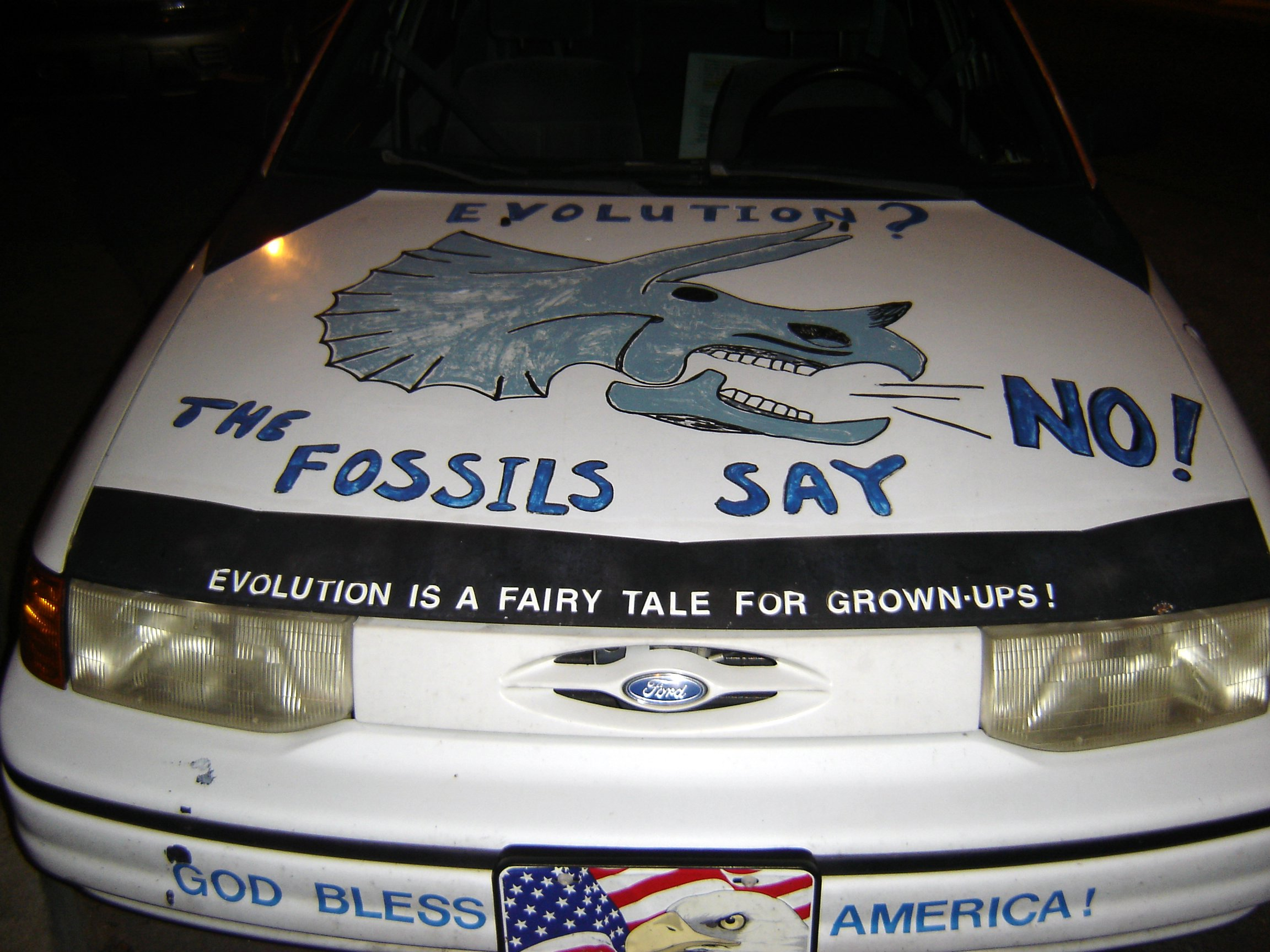
Auto eines Kreationisten, der die Evolutionstheorie als „Märchen für Erwachsene“ verspottet

Ein weiteres Charakteristikum von Denialisten ist die Missachtung widersprechender Informationen. Einen Kern wissenschaftlicher Arbeitsweise stellt die Weiterentwicklung von Wissen dar, wobei neue Erkenntnisse alte nach und nach ersetzen. Wissenschaftsleugner halten dagegen in aller Regel hartnäckig an veralteten Ideen fest, die von modernen Erkenntnissen obsolet gemacht wurden, und weigern sich, sie aufzugeben. Beispielsweise wird von manchen Evolutionsleugnern behauptet, dass das Auge zu komplex sei, um durch einen evolutionären Prozess entstanden zu sein. Dieses Argument basiert auf der Annahme, dass das Auge in einem Einzelevent als Ganzes entstanden sein müsse. Tatsächlich wies aber bereits Charles Darwin darauf hin, dass sich das Auge ausgehend von lichtempfindlichen Zellen nach und nach über verschiedene Stufen entwickelt haben müsse. Ähnliches gilt für Argumente von Junge-Erde-Kreationisten, die behaupten, dass die Erde erst wenige Tausend Jahre alt sei. Solche Behauptungen wurden durch geologische Datierungsmethoden wie die radiometrische Datierung längst widerlegt, werden aber weiterhin angeführt. Klimawandelleugner führen wiederum häufig an, dass die gegenwärtig beobachtete Erderwärmung auf die Sonne zurückzuführen sei, was jedoch durch eine Vielzahl von Studien widerlegt ist. Ein Hauptgrund dafür, dass sich solche „Zombie-Argumente“ sehr lange halten können, ist der, dass Wissenschaftsleugner vor allem außerhalb der peer-reviewten Fachliteratur publizieren und sich damit außerhalb der innerwissenschaftlichen Qualitätssicherung bewegen.

### Erzeugung künstlicher Kontroversen
Eine wichtige Strategie von Denialisten ist die Erzeugung künstlicher „Kontroversen“, bei denen wissenschaftlich unstrittige Themen für die Öffentlichkeit als große und vermeintlich offene wissenschaftliche Kontroversen dargestellt werden. Dabei werden gezielt Unsicherheiten betont, die Aussagen von Fachleuten per „Rosinenpicken“ selektiv wiedergegeben, individuelle Wissenschaftler persönlich angegriffen und herausragende wissenschaftliche Einrichtungen marginalisiert, um die Medien dazu zu bringen, „beide Seiten“ der so kreierten künstlichen Kontroverse darzustellen. Das Schaffen künstlicher Kontroversen wird oft dann angewandt, wenn es Denialisten zuvor nicht gelungen ist, sich in der Öffentlichkeit mit ihrer eigenen Auffassung durchzusetzen. Für eine erfolgreiche Umsetzung dieser Strategie reicht es meist aus, Entscheidungsträger davon zu überzeugen, dass ihr Standpunkt glaubwürdig genug ist, um ernst genommen zu werden. Dieses Missverständnis des wissenschaftlichen Sachstandes wird dadurch begünstigt, dass Entscheidungsträger und Öffentlichkeit, gerade wenn sie keinen wissenschaftlichen Hintergrund haben, oft Probleme damit haben, die Unterschiede zwischen den Ergebnissen einer Einzelstudie, einer Gruppe von Studien und einem wissenschaftlichen Konsens basierend auf sehr vielen Studien zu erkennen. Verschärft wird dieses Problem noch durch eine Medienberichterstattung, bei der solche Unterschiede nicht oder nicht klar genug herausgearbeitet werden. Erschwerend kommt hinzu, dass Wissenschaftsleugner solche Schwierigkeiten häufig geschickt ausnutzen.
Wissenschaftshistorische Forschungen zeigen, dass solche vermeintlichen Kontroversen unter anderem von Industrien eingesetzt wurden, um die Bevölkerung über die Gefahren des Tabakkonsums, die Ursachen des Sauren Regens, die Rolle von Fluorchlorkohlenwasserstoffen bei der Zerstörung der Ozonschicht und die Realität der menschengemachten globalen Erwärmung zu desinformieren und diese Themen somit fälschlich als wissenschaftlich umstritten darzustellen. Weitere Beispiele für die erfolgreiche Propagierung einer künstlichen Kontroverse sind u. a. die Debatten über die Strategic Defense Initiative (SDI), die Quecksilberbelastung von Fischen, die Rolle von Zucker im Zusammenhang mit Übergewicht, aber auch über Evolution, Aufklärungsunterricht, Empfängnisverhütung, AIDS-Prävention und die Stammzellenforschung. Die Tabakindustrie hatte bereits in den 1950er Jahren erkannt, auf welche Weise man der Öffentlichkeit eine wissenschaftliche Kontroverse vortäuschen konnte, was ihr trotz des schon damals herrschenden wissenschaftlichen Konsenses zur Gesundheitsschädlichkeit des Tabakrauchens auch gelang. Auch ist beispielsweise spätestens seit Mitte der 2000er Jahre klar anerkannt, dass Industrielobbys in Verbindung mit Interessengruppen und PR-Agenturen die Klimawissenschaft manipuliert und die US-Medien ausgenutzt haben, um fälschlich den Anschein einer intensiv geführten Kontroverse zum Klimawandel zu vermitteln.

#### Relativitätstheorie, Evolutionstheorie
Genutzt wurde diese Strategie bereits von den Leugnern der Relativitätstheorie, die viel Mühe darauf verwendeten, in der Öffentlichkeit den Eindruck zu erwecken, ihre Position sei eine ernstzunehmende alternative Erklärungstheorie zur etablierten wissenschaftlichen Lehrmeinung. So betonte z. B. Arvid Reuterdahl (1876–1933) sehr häufig, es gebe über diese Frage eine enorme wissenschaftliche Debatte, bei der die Vertreter der Relativitätstheorie fortwährend zurückgedrängt würden. Auch Kreationisten gingen dazu über, diese Strategie zu nutzen, nachdem ihr ursprünglicher Plan, an US-Schulen ausschließlich die biblische Schöpfungsgeschichte zu lehren, 1968 mit einer Niederlage vor dem Obersten Gerichtshof der Vereinigten Staaten gescheitert war. Nach diesem Gerichtsbeschluss änderten sie ihre Vorgehensweise und forderten von nun an, dass an Schulen biblische Schöpfungsgeschichte und wissenschaftliche Evolutionstheorie gleichermaßen und mit gleichem Zeitaufwand gelehrt werden müssten. Starken Aufwind bekam diese Forderung durch Äußerungen des damaligen US-Präsidenten Ronald Reagan, der 1980 die Evolution „nur als wissenschaftliche Theorie“ bezeichnete, die „große Mängel“ habe, und die Auffassung vertrat, dass, wenn die Evolutionstheorie in Schulen unterrichtet werde, dann auch die Schöpfungsgeschichte unterrichtet werden solle.

#### Klimawandelleugnung
Auch Klimawandelleugner forderten von Anfang an „gleiche Zeit“ für ihre Position, wenn auch zunächst nicht in der Schule, sondern in den Medien. Von der Tabakindustrie hatten sie gelernt, wie man mit der Taktik von Fear, Uncertainty and Doubt Zweifel an wissenschaftlichen Erkenntnissen schürt und damit in der Öffentlichkeit gezielt den Eindruck einer wissenschaftlichen Kontroverse hervorruft, die tatsächlich überhaupt nicht existiert. Um diese vermeintliche Kontroverse zu kreieren, wurden von Unternehmen und konservativen Think Tanks eine kleine Zahl klimaskeptischer Wissenschaftler und sonstiger vermeintlicher Experten (oft ohne Expertise in Klimafragen) rekrutiert, die nicht nur Kritik an der echten wissenschaftlichen Forschung, sondern eine Alternative zu ihr herstellen sollten, um Öffentlichkeit und Politiker bewusst zu verwirren. Die Funktionsweise der echten Forschung wird hierbei gezielt imitiert: Die Contrarians veröffentlichen (zumeist nicht-begutachtete) Berichte und Bücher, publizieren in randständigen Fachzeitschriften, halten Konferenzen ab und stellen zudem Listen von Wissenschaftlern zusammen, die die menschengemachte Erwärmung angeblich bezweifeln. Ein Beispiel für diese Methode ist die Schaffung des Nongovernmental International Panel on Climate Change durch das Heartland Institute als Gegenstück zum IPCC. Motivation hierfür war, die zentralen Erkenntnisse der Klimaforschung, dass sich die Erde maßgeblich durch menschliches Tun erwärmt und dies negative Folgen haben wird, für die Öffentlichkeit nicht nur unsicher erscheinen zu lassen, sondern den Anschein zu erwecken, sie seien in der Wissenschaft in erheblichem Maß umstritten. Die Gegenbehauptungen zu den Erkenntnissen der Klimaforschung werden zugleich stark zirkuliert und häufig mit Anschuldigungen wissenschaftlichen Fehlverhaltens ergänzt, um besondere Wirkung auf Öffentlichkeit und Politik zu erzielen und die Notwendigkeit des Klimaschutzes zu untergraben.
Dieses Vorgehen war insbesondere in den Vereinigten Staaten hochgradig erfolgreich. Nachdem Medien ursprünglich den Sachstand zur globalen Erwärmung weitgehend korrekt wiedergegeben hatten, gingen sie ab ca. 1995 dazu über, mittels falscher Ausgewogenheit vermeintlich „neutral“ zu berichten, d. h. wissenschaftliche Erkenntnisse und vorgebliche wissenschaftliche Alternativmeinungen, wie sie von Klimawandelleugnerorganisationen vorgebracht wurden, in ihrer Berichterstattung gleichermaßen darzustellen. Ähnliches geschah auch in anderen Staaten. Hierdurch kam es infolge vermeintlich neutraler Berichterstattung zu einer informativen Schieflage, die dadurch ausgelöst wurde, dass die Berichterstattung über die Klimaforschung erheblich von der Lehrmeinung im Fach selbst abwich. Ausgelöst wurde dieser Effekt durch eine mit vielen Mitteln ausgestattete Kampagne, deren Ziel es ist, vorsätzlich ein falsches Bild über den Forschungsstand zu vermitteln. Dabei gelang es Klimawandelleugnern, eine „monumentale Illusion“ zu kreieren, nämlich dass innerhalb der Klimaforschung keine Einigkeit über grundlegende Erkenntnisse bestehe, sondern eine Kontroverse herrsche. Inzwischen gilt diese sogenannte „Kontroverse um die globale Erwärmung“ als das Paradebeispiel für eine von Interessengruppen aus Wirtschaft und Politik künstlich erzeugte und geschürte „Kontroverse“ ohne reale Entsprechung innerhalb der Wissenschaft.

#### AIDS-Leugnung
Auch AIDS-Leugnern gelang es, mit dieser Vorgehensweise der Öffentlichkeit ein falsches Bild vom Forschungsstand vorzutäuschen. Im Jahr 2000 berief der damalige südafrikanische Präsident Thabo Mbeki – selbst ein AIDS-Leugner – das sogenannte „Presidential AIDS Advisory Panel“ ein. In dieses Gremium wurden alle international bekannten AIDS-Leugner berufen, die dann mit anerkannten südafrikanischen AIDS-Forschern debattieren sollten. Dadurch, dass AIDS-Leugner und Wissenschaftler zu gleichen Teilen vertreten waren, wurde in der Öffentlichkeit der Eindruck erweckt, dass es innerhalb der Wissenschaft eine echte wissenschaftliche Debatte über HIV und AIDS gebe. So schuf dieses Gremium, dem nach Nicoli Nattrass und Seth C. Kalichman „mit die weltweit besten AIDS-Wissenschaftler und die am stärksten diskreditierten AIDS-Leugner der Welt“ angehörten, die Illusion einer (wissenschaftlichen) „AIDS-Debatte, die Skepsis gegenüber wissenschaftlich fundiertem Wissen rechtfertigte“. Gleichzeitig verlieh die Aufnahme in das Panel einer Reihe von Pseudowissenschaftlern und wissenschaftlichen Außenseitern eine Glaubwürdigkeit, von der sie lange zehren konnten.

#### Luftverschmutzung
Eine weitere vermeintlich wissenschaftliche Debatte entbrannte Anfang 2019 in Deutschland über die Gesundheitsgefahren der Luftverschmutzung, insbesondere durch Stickoxide und Feinstaub. Ausgelöst wurde diese von einer kleinen Gruppe von Lungenärzten und Ingenieuren um den Mediziner Dieter Köhler, die die wissenschaftliche Beleglage für Schadstoffgrenzwerte bezweifelte und die Aufweichung von Grenzwerten forderte. Obwohl die wissenschaftliche Beleglage zur Schädlichkeit der Luftverschmutzung zuvor stark angewachsen war und negative Gesundheitseffekte nachweislich auch deutlich unter den Grenzwerten auftreten, wurden die Behauptungen dieser Gruppe über reguläre Medien und soziale Medien rasch weit verbreitet und von Politikern, Industrieverbänden und Teilen der Öffentlichkeit begrüßt. Über zahlreiche Kommunikationswege, unter anderem Interviews und Talkshows, wurden dabei der Öffentlichkeit verzerrte und manipulative Behauptungen über den Forschungsstand präsentiert, um unsubstanzierte Falschbehauptungen in die Welt zu setzen und die Erkenntnisse wissenschaftlicher Studien in Frage zu stellen. Die verzerrte und massive Berichterstattung in Medien, wo die Debatte scheinbar ausgewogen als vermeintlich wissenschaftliche Diskussion mit zwei (gleichwertigen) Seiten präsentiert wurde, führte schließlich dazu, dass in der Bevölkerung große Zweifel am wissenschaftlichen Sachstand gesät wurden. Tatsächlich wies die vermeintlich wissenschaftliche Debatte jedoch alle Merkmale von anderen Falschinformationskampagnen auf, wie denjenigen zum Abstreiten der globalen Erwärmung oder den Kampagnen der Tabakindustrie zum Verteidigen ihrer Produkte.
Ähnliche Angriffe auf die wissenschaftliche Beleglage, die die Aufweichung von Grenzwerten zum Ziel haben, finden sich auch in weiteren Staaten. So arbeiten in den USA beispielsweise Industrie-Lobbyisten, die von der Regierung Trump Führungsposten in der Umweltbehörde EPA erhalten haben, daran, jahrzehntelang erfolgreiche wissenschaftsbasierte Maßnahmen zum Erhalt der Luftreinheit abzuschaffen, während Lobbyisten in Europa Erkenntnisse der Internationalen Agentur für Krebsforschung zur Verbindung von Luftverschmutzung und Krebs in Zweifel ziehen.

### Von der wissenschaftlichen Norm abweichende Kriterien für die Akzeptanz von Erkenntnissen
Eine zentrale Komponente des wissenschaftlichen Arbeitsethos ist, dass die Akzeptanz wissenschaftlicher Erkenntnisse nicht von Ideologie oder Wunschdenken beeinflusst sein sollte. Abweichend von dieser Norm stellen Wissenschaftsleugner ganz spezielle Kriterien für die Akzeptanz von Belegen für von ihnen bestrittene Theorien auf, die fast immer unmöglich zu erfüllen sind. Hierzu zählt zum Beispiel die Forderung nach absoluter Sicherheit, die sowohl auf einer veralteten Sicht auf die Wissenschaft basiert als auch Unmögliches fordert.
Eine solche Form von in der Praxis unerfüllbaren Ansprüchen sind z. B. die häufig von Impfgegnern geäußerten Forderungen, dass Impfungen ein 100 % sicheres Ergebnis erzielen müssten oder keinerlei Nebenwirkungen haben dürften. Eine Möglichkeit, diese Strategie umzusetzen, ist z. B. das sog. „Verschieben der Torpfosten“. Hierbei wählen Wissenschaftsleugner ihre Anforderungen an die Wissenschaft immer genau so, dass sie nicht erfüllt werden können, und verschieben sie mit fortschreitendem Kenntnisstand immer weiter. So argumentierten AIDS-Leugner z. B. noch in den 1980er Jahren, dass die Medikamente gegen AIDS nicht wirksam seien und die Lebensspanne nicht nennenswert verlängerten. Als in den 1990er Jahren jedoch effektivere Medikamente aufkamen, die die Überlebensraten deutlich steigerten, verwarfen sie ihre Position, dass die Überlebensraten ein geeignetes Kriterium für die Wirksamkeit von Medikamenten seien.
Eine weitere Form, die Ablehnung bestimmter Beweisketten, wurde von der Tabakindustrie genutzt, um in diversen Kampagnen die Erkenntnisse von medizinischen Forschungen zu diskreditieren, dass der Tabakkonsum gesundheitsschädlich ist. So argumentierten von der Tabakindustrie bezahlte Vertreter, dass epidemiologische Beweisketten generell ignoriert bzw. verworfen werden sollten, sofern diese nicht sehr klare Ergebnisse brachten oder enorme Risiken nachwiesen. Unter anderem versuchte der Tabakkonzern Philip Morris International Anfang der 1990er Jahre einen neuen, von ihm als „Good Epidemiological Practice“ bezeichneten epidemiologischen Standard zu etablieren, nach dem alle Studien mit einer odds ratio von unter 2 ausgesondert werden müssten. Damit hätte er schlagartig einen großen Teil aller Forschungen zu Gesundheitsauswirkungen verschiedener Schadstoffe für ungültig erklären können. Nachdem diese Methodik von der wissenschaftlichen Gemeinde einhellig abgelehnt worden war, gab Philip Morris die Etablierung dieses Standards auf. Andere Tabakkonzerne wie British American Tobacco nutzten dieses Argument aber weiterhin, um die Gesundheitsgefahren des Passivrauchens abzustreiten. Wieder andere Vertreter der Tabakindustrie gingen noch einen Schritt weiter und behaupteten, dass die Epidemiologie überhaupt keine echte Wissenschaft sei. Ähnlich wie die Tabakindustrie argumentierten auch viele Wissenschaftler, die im Dienst von anderen Industrieunternehmen gegen die Absenkung von Grenzwerten für gesundheitsschädliche Substanzen lobbyierten. Folgte man einer solchen Uminterpretation der Wissenschaft, so würden viele Gesundheitsrisiken mit teils erheblichen Zahlen an Todesopfern, wie beispielsweise Passivrauchen, vor jeglichen Reduktionsmaßnahmen geschützt. Neben dieser ökonomisch motivierten Ablehnung epidemiologischer Studien durch Wirtschaftsunternehmen gibt es noch weitere Leugnerbewegungen, die derartige Beweisketten zurückweisen. So lehnen z. B. auch AIDS-Leugner tausende epidemiologische Studien ab, die belegen, dass AIDS durch HIV verursacht wird.
Auch Gegner der Evolutionstheorie nutzen abweichende Kriterien für die Akzeptanz von Erkenntnissen und haben verschiedene Strategien entwickelt, die Ansprüche an wissenschaftliche Beweise für die Evolution in die Höhe zu schrauben. So fordern sie z. B. experimentelle Beweise für Sachverhalte, die durch Experimente einfach nicht bewiesen werden können. Hierzu zählt beispielsweise die Entstehung neuer Arten bei Säugetieren und Vögeln, die sich nur verhältnismäßig langsam fortpflanzen, so dass aufgrund der dafür notwendigen langen Zeiträume in der Praxis kein Nachweis möglich ist. Hingegen lehnen sie experimentelle Beweise für die Entstehung neuer Arten bei Spezies mit kurzen Reproduktionszyklen ab und behaupten z. B., dass experimentell neu geschaffene Arten von Taufliegen überhaupt keine neuen Spezies seien. Des Weiteren operieren sie mit Begrifflichkeiten wie z. B. „Geschöpf“, die das evolutionsbedingte Aufkommen neuer Spezies schon per se ausschließt.
In den 1920er und 1930er Jahren argumentierten Gegner der Relativitätstheorie, dass die Relativitätstheorie nicht „anschaulich“ genug sei. Beispielsweise wurde in Deutschland versucht, der Relativitätstheorie die sogenannte Deutsche Physik gegenüberzustellen, die anschaulich sei und damit die Physik auch von komplexen mathematischen Modellen befreien würde. Gleichzeitig forderten sie absolute Sicherheit in Bezug auf Zeit und Raum, was unmöglich ist, da es sich hier um empirische Sachverhalte handelt. Klimawandelleugner wiederum legen enormen Wert auf die möglichen Fehlerquellen in den Beweisketten für die globale Erwärmung, während sie Argumentationen, die ihre eigene Sichtweise zu unterstützen scheinen, für bare Münze nehmen. Beispielsweise fordern sie unverhältnismäßig exakte Temperaturdaten für Zeiträume, für die keine exakten Thermometermessungen vorliegen (können), und lehnen komplexe mathematische Modelle wie z. B. Klimamodelle als Mittel zur Informationsgewinnung ab. Hierdurch kam es zu einem starken Ungleichgewicht bei der Hinterfragung verschiedener Positionen.

## Soziologische Charakteristiken

### Bedrohung des eigenen Weltbildes
Die abgelehnten Erkenntnisse stellen häufig eine Bedrohung für das eigene Weltbild dar. Beispielsweise war die Relativitätstheorie eine Herausforderung für den gesunden Menschenverstand, während die Evolutionstheorie eine Bedrohung für religiöse Vorstellungen ist, insbesondere für evangelikale Christen, die die Bibel wörtlich auslegen. Die Klimaforschung wiederum stellt mit ihren Erkenntnissen eine Bedrohung für bestimmte Lebensstile und politische Auffassungen dar, insbesondere für Menschen, die staatliche Eingriffe in die Wirtschaft oder Lebensweisen aus Gründen des Klimaschutzes ablehnen.

### Komplexität der abgelehnten Theorie
Abgelehnte Theorien sind häufig auch komplex und schwierig zu verstehen. Beispielsweise basieren sowohl die Relativitätstheorie als auch die Klimaforschung teils auf hochkomplexen mathematischen Modellen, wodurch sie für Laien unzugänglich und nicht nachvollziehbar sind. Die Evolutionstheorie und die Klimaforschung nutzen zudem eine riesige Menge an Daten und theoretischen Beweisführungen aus einer Vielzahl unterschiedlicher Disziplinen, die für Nicht-Fachleute schwierig nachzuvollziehen sind. Dies macht die Forschungsfelder leicht angreifbar für Wissenschaftsleugner, die die Unwissenheit von Laien für ihre Zwecke ausnutzen wollen.

### Fehlende Kompetenz

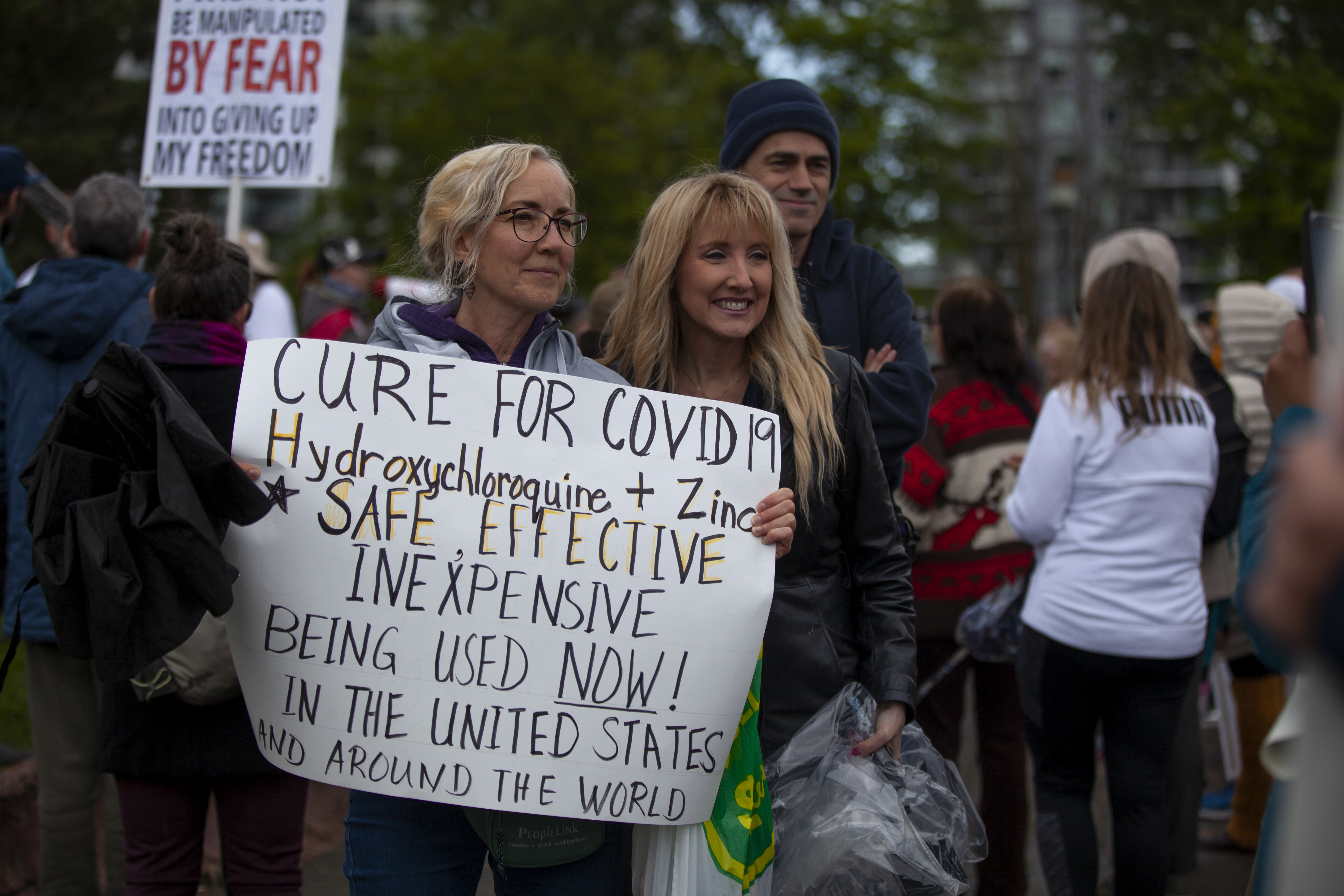
Corona-Demonstrantin, die Falschinformationen zur Behandlung von COVID-19 in die Welt setzt

Vielen Wissenschaftsleugnern fehlt die Kompetenz für die Beurteilung der Erkenntnisse, die sie ablehnen. Die große Mehrheit der führenden Wissenschaftsleugner sind „Privatforscher“ ohne den nötigen wissenschaftlichen Hintergrund, den es braucht, um im jeweiligen Fachgebiet an einer reputablen Einrichtung tätig zu sein. Fachkompetente Forscher werden hingegen nur sehr selten zu Leugnern des Forschungsstandes. Noch am meisten Fachkompetenz hatten Leugner der Relativitätstheorie, unter denen sogar drei Physik-Nobelpreisträger waren, die jedoch im Fach nur wenig anerkannt waren. Zwei von ihnen (Philipp Lenard und Johannes Stark) waren isoliert, weil sie sowohl Außenseitermeinungen vertraten als auch überzeugte Nationalsozialisten waren, der dritte (Charles Édouard Guillaume) erhielt den Preis für Forschung an Nickel-Stahl-Legierungen; sein Nobelpreis war von Anfang an umstritten. Unter Klimawandelleugnern und Evolutionsleugnern sind hingegen nur sehr wenige fachkompetente Forscher zu finden. Unter Kreationisten finden sich kaum Personen mit wissenschaftlichem Abschluss in einem relevanten Fach; diejenigen, die sich „naturwissenschaftliche Expertise“ zuschreiben, haben zu einem großen Teil Abschlüsse in Naturwissenschaften, die für die Evolutionstheorie irrelevant sind, oder in den Ingenieurwissenschaften. Ähnlich ist die Situation unter Klimawandelleugnern. Auch dort verfügt der Großteil der führenden Gegner der Klimaforschung über keinerlei Expertise in Klimafragen. Stattdessen wurden gezielt Wissenschaftler diverser Disziplinen angeworben, die über gute PR-Fähigkeiten verfügten und bereit waren, den Forschungsstand zu bestreiten.
Allerdings sinkt bei Konservativen die Akzeptanz klimawissenschaftlicher Ergebnisse mit steigendem Bildungsgrad. Dan M. Kahan u. a. gehen davon aus, dass es nicht wirklich Inkompetenz oder Mangel an Bildung sind, die wissenschaftliche Erkenntnisse bezweifeln lassen, sondern unterschiedliche Interessenlagen oder politische Grundhaltungen.

### Männliche Dominanz
Wissenschaftsleugnung ist stark männlich dominiert. Unter Relativitätsleugnern fanden sich nur zwei Frauen, von denen eine mit einem bekannten Leugner verheiratet war und ihn nach dessen Tod in einer eigenen Publikation verteidigte. Auch unter Evolutions- und Klimawandelleugnern sind Frauen selten. Auffällig ist dies insbesondere unter Evolutionsleugnern, da in der Biologie vergleichsweise viele Frauen tätig sind. Am weitesten verbreitet ist die Leugnung von umweltwissenschaftlichen Erkenntnissen wie dem menschengemachten Klimawandel unter konservativen, weißen Männern. Insbesondere trifft dieser Umstand auf Klimawandelleugner in den USA zu, unter denen sich weit überwiegend konservative, weiße Männer befinden, unabhängig davon, ob Wissenschaftler, Medienpersonen, Think-Tank-Mitglieder oder Politiker untersucht werden. Als Erklärung für dieses Phänomen wird angeführt, dass Männer möglicherweise eher als Frauen dazu neigen, ihre vermeintliche Fachkompetenz höher zu bewerten als die Expertise tatsächlicher Experten.

### Unfähigkeit zur wissenschaftlichen Publikation
Ein weiteres Charakteristikum ist der Umstand, dass Wissenschaftsleugner in der wissenschaftlichen Literatur praktisch kaum vertreten sind. Sowohl Leugner der Relativitätstheorie, Evolutionsleugner als auch Klimawandelleugner scheitern fast immer an den Qualitätssicherungsmaßnahmen wissenschaftlicher Zeitschriften, dem sog. Peer-Review, und können damit kaum Publikationen in begutachteter Fachliteratur aufweisen. Dieses Scheitern an wissenschaftlichen Qualitätsstandards steht dabei in direktem Widerspruch zu den vorgeblich hohen Qualitätsmaßstäben, die Leugner ihren eigenen Behauptungen zuschreiben. Wissenschaftsleugner bezeichnen das wissenschaftliche Peer-Review-System daher gerne als Zensur ihrer Ansichten.
Anstelle von begutachteten Arbeiten geben insbesondere Klimawandelleugner, häufig mit großer Unterstützung durch Industrieunternehmen und Think Tanks, eine Vielzahl nicht begutachteter Publikationen für die Öffentlichkeit heraus, beispielsweise Bücher und Berichte, wobei sie das Ziel verfolgen, eine „Alternative“ zur peer-reviewten Fachliteratur darzustellen. So umgingen mindestens 90 % der bis 2010 publizierten Bücher, in denen der Klimawandel geleugnet wird und die eine Schlüsselrolle bei den Angriffen auf die Klimaforschung spielen, das Peer-Review. Auf diese Weise ist es möglich, den Forschungsstand zu ignorieren und immer wieder wissenschaftlich längst widerlegte Aussagen zu publizieren, ohne dass dies von einer Qualitätskontrolle verhindert wird. Zudem existieren nach einer 2008 erschienenen Analyse von 141 zwischen 1972 und 2005 erschienenen englischsprachigen Büchern, in denen die Gefahren von Umweltproblemen verharmlost oder bestritten werden, bei 92 % dieser Bücher Verbindungen zu konservativen Think Tanks. Diese wiederum hatten zu 90 % eine umweltskeptische Agenda, die primär durch Leugnung der Ernsthaftigkeit von Umweltproblemen und Ablehnung der wissenschaftlichen Erkenntnisse hierzu gekennzeichnet ist.

### Verbreiten und Glauben an Verschwörungstheorien

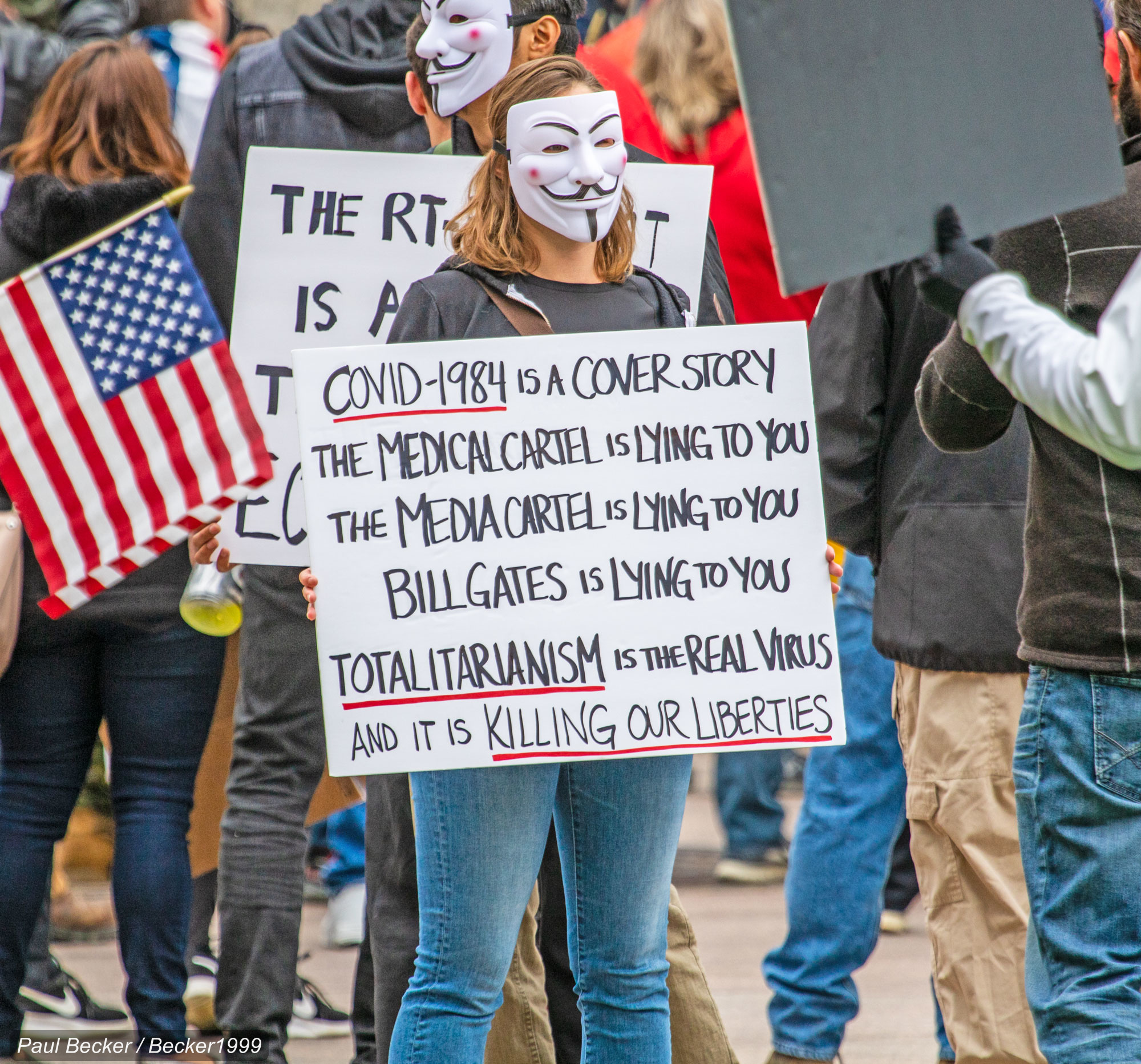
Protestplakat mit Verschwörungstheorien zur COVID-19-Pandemie

Häufig vertreten ist auch das Glauben an oder Nutzen von Verschwörungstheorien. Verschwörungstheorien bieten Wissenschaftsleugnern eine Möglichkeit, überwältigende Übereinstimmung unter Wissenschaftlern zurückzuweisen, z. B. indem der Konsens unter Wissenschaftlern umgedeutet wird zu einer Verschwörung von Wissenschaftlern, die eigene Motive verfolgten.
Beispielsweise waren die Gegner der Relativitätstheorie dominiert von Antisemiten, die argumentierten, dass die Relativitätstheorie Bestandteil einer „jüdischen Verschwörung“ sei. Unter anderem führten sie ihre Unfähigkeit, in wissenschaftlichen Zeitschriften zu publizieren, darauf zurück, dass die Physikzeitschriften sowie physikalischen Gesellschaften unter jüdischem Einfluss stünden. Evolutionsleugner sehen sich selbst oft einer Verschwörung durch Atheisten oder den Teufel ausgesetzt. Unter Klimawandelleugnern sind wiederum verschiedene Vorstellungen verbreitet, dass es eine Verschwörung durch linke Kräfte, geldgierige Klimaforscher, linke Politiker oder Umweltschützer gebe. Beispielsweise deuten Klimawandelleugner die Tatsache, dass Klimaforscher, wissenschaftliche Einrichtungen sowie peer-reviewte Fachzeitschriften bezüglich des Klimawandels übereinstimmen, zu einer Verschwörung innerhalb der Klimaforschung um oder werfen Klimaforschern Korruption vor.
Ähnlich argumentieren AIDS-Leugner: Auch dort ist die Behauptung verbreitet, dass Wissenschaftler aus eigennützigen Motiven am wissenschaftlichen Konsens festhalten, weil sie persönlich davon profitieren, z. B. durch den Erwerb von Fördergeldern oder Prestige. Auf diese Weise können sie zudem fachliche Autoritäten als Beteiligte in einer großen Verschwörung darstellen. Teils wird auch die Behauptung aufgestellt, dass es längst ein Heilmittel für AIDS gäbe, dieses aber von der Pharmaindustrie geheim gehalten werde, damit sie hohe Gewinne mit dem Verkauf von antiretroviralen Mitteln erzielen könne, die ein Leben lang eingenommen werden müssen. Vertreter verschiedener Denialismusströmungen machten zudem ihre Unfähigkeit, in peer-reviewten Fachzeitschriften zu publizieren, an einer Verschwörung gegen sie fest, aufgrund derer sie nicht die Aufmerksamkeit bekämen, die ihnen gebühre.

### Aufrufe direkt an die Öffentlichkeit
Verbreitet sind ebenfalls Aufrufe und Appelle direkt an die Öffentlichkeit, besonders von Aktivisten, die nicht in der Lage sind, in der peer-reviewten Fachliteratur zu publizieren. Leugner der Relativitätstheorie wandten sich in den 1920er und 1930er Jahren in zahlreichen Broschüren und Flugblättern an die breite Bevölkerung und publizierten auch viele Artikel in Massenmedien. Wichtigstes Medium war dabei in den USA die Dearborn Independent, die nicht nur eine der größten öffentlichen Zeitungen, sondern auch streng antisemitisch ausgerichtet war. Auch heute publizieren Evolutions- und Klimawandelleugner ihre Thesen hauptsächlich in Büchern, Broschüren und auf Websites, die für die breite Öffentlichkeit bestimmt sind. Durch dieses Publizieren in Massenmedien entsteht wiederum ein Problem für die Wissenschaftskommunikation, da seriöse Wissenschaftler, die wissenschaftlich in Fachzeitschriften publizieren, eher selten für Massenmedien schreiben, die von breiten Bevölkerungsschichten gelesen werden; so sind dann dort die Positionen der Leugner überrepräsentiert. Stark überrepräsentiert sind Klimawandelleugner insbesondere in konservativen Medien in angelsächsischen Staaten, vor allem in den USA, wo diese eine zentrale Funktion beim Verbreiten von Klimawandelleugnerargumenten besitzen. Wichtige Medien hierbei sind und waren Zeitungen wie das Wall Street Journal, die New York Post und die Washington Times, Magazine wie The Weekly Standard, The American Spectator und National Review sowie diverse Medien der News Corporation, die sich im Besitz von Rupert Murdoch befindet. Gemeinsam wirken diese Medien wie eine Echokammer, in der die Behauptungen von Klimawandelleugnern endlos zirkulieren und sich gegenseitig verstärken.

### Vortäuschen einer viel größeren wissenschaftlichen Bedeutung
Ein weiteres Charakteristikum ist das Vortäuschen eines viel größeren Rückhaltes von Positionen in der Wissenschaft, als es tatsächlich der Fall ist. Hierzu gründen Wissenschaftsleugner u. a. eigene Institute, halten eigene Konferenzen ab und legen teils sogar eigene Zeitschriften auf, die jedoch nicht wissenschaftlichen Zwecken folgen, sondern speziell der Leugnung dienen. Ein Beispiel hierfür ist die Academy of Nations, die 1921 von Leugnern der Relativitätstheorie als vorgeblich wissenschaftliche Organisation gegründet wurde. Auch Kreationisten gründeten eine Vielzahl solcher, scheinbar wissenschaftlicher Organisation wie z. B. die Creation Research Society, das Institute for Creation Research oder das Discovery Institute.
Klimawandelleugner wiederum nutzen eine Vielzahl von Frontgruppen und Astroturfing-Organisationen, die oft eigens für die Leugnung gegründet wurden. Diese haben das Ziel, die globale Erwärmung als solche zu leugnen, aber auch die konkrete Gesetzgebung in Form von Umwelt- und Klimaschutzgesetzen zu untergraben. Aufgelegt wurden bzw. werden Frontgruppen von Industrieunternehmen und Wirtschaftsverbänden, um ihre eigenen Aktivitäten bei der Leugnung des menschengemachten Klimawandels sowohl zu verschleiern als auch abzuschirmen. Die Auflegung solcher Organisationen erfolgte sowohl mit Hilfe von als auch ohne Zusammenarbeit mit Think Tanks aus der organisierten Klimawandelleugnerbewegung. Diese Frontgruppen geben sich häufig euphemistische Namen, die ihre wahren Absichten verschleiern sollen. Eine gern angewendete Technik hierbei ist das sogenannte Greenscamming, bei dem sich Anti-Umwelt-Organisationen zum Beispiel durch die Wahl eines einschlägig klingenden Namens als Umweltschutzorganisationen ausgeben. Beispiele hierfür sind die Global Climate Coalition, die Alliance for Environment and Resources oder das American Council on Science and Health.
Ein weiteres angewandtes Mittel ist der Einsatz von öffentlichen Petitionen oder Unterschriftenlisten, die das Ziel haben, der Öffentlichkeit zu suggerieren, dass die von den Wissenschaftsleugnern geäußerten Thesen in der Wissenschaftsgemeinde fest verankert seien. 1931 publizierten z. B. Gegner der Relativitätstheorie eine Broschüre mit dem Titel 100 Autoren gegen Einstein. 2001 lancierte das kreationistische Discovery Institute eine Petition unter dem Namen „A Scientific Dissent From Darwinism“, deren Unterzeichner vor allem Evangelikale waren, während nur wenige Biologen unterschrieben hatten. Auch Klimawandelleugner nutzen des Öfteren solche Petitionen, unter anderem die Leipziger Erklärung und die Oregon-Petition. Diese werden von ihnen häufig als Argumente angeführt, dass es keinen wissenschaftlichen Konsens über die globale Erwärmung gebe. In der Wissenschaft werden diese Erklärungen hingegen als Desinformationskampagnen von Klimawandelleugnern betrachtet, deren Ziel es ist, die Öffentlichkeit in Bezug auf den Forschungsstand zum menschengemachten Klimawandel und den dort herrschenden fachlichen Konsens zu verwirren. Auch AIDS-Leugner griffen zu dieser Strategie, um mit einer Unterschriftenliste zu suggerieren, dass eine wachsende Zahl von Wissenschaftlern nicht an einen Zusammenhang zwischen dem HI-Virus und AIDS glaube, und somit Zweifel an dem mit Tausenden Studien abgesicherten wissenschaftlichen Konsens zu streuen. Ein weiteres Beispiel aus dem Medizinbereich ist die – vom ebenfalls für klimawissenschaftsleugnende Aussagen bekannten libertären American Institute for Economic Research gesponserte – Great Barrington Declaration. In dieser Petition sprachen sich eine Vielzahl von Unterzeichnern, von denen viele über keine relevante Expertise verfügten, für eine Herdenimmunitätsstrategie bei COVID-19 aus, bei der die Pandemie weitgehend ungehindert durch die Bevölkerung laufen sollte und nur besonders Gefährdete (vorgeblich) geschützt werden sollten. Eine solche Position wird von der Mehrheit der Fachleute abgelehnt und von der Weltgesundheitsorganisation als „unethisch“ eingeordnet.
In allen Fällen waren die Unterzeichner größtenteils fachfremd. Bei der Oregon-Petition wird beispielsweise behauptet, dass 31.000 Wissenschaftler der Konsensmeinung widersprächen. Tatsächlich aber hatten nicht einmal ein Prozent der Unterzeichner Expertise in Klimafragen. Obwohl bereits 1999 entstanden, wird die Oregon-Petition immer wieder von Online-Plattformen neu aufgriffen und anschließend über soziale Medien stark verbreitet. Ein im September 2016 erschienener Fake-News-Artikel von YourNewsWire.com, bei dem die Oregon-Petition als Beleg dafür angeführt wurde, dass der menschengemachte Klimawandel ein Schwindel sei, wurde beispielsweise binnen eines halben Jahres über 600.000 Mal bei Facebook geteilt. Die Petition dient zudem als Beispiel für weitere ähnliche Aktionen.

### Angriffe auf seriöse Wissenschaftler
Zum Repertoire der Wissenschaftsleugner zählen ebenfalls scharfe Angriffe auf echte Wissenschaftler. Solche Angriffe sind von Leugnern der Relativitätstheorie, Evolutionsleugnern sowie Klimawandelleugnern bekannt. In den Zwischenkriegsjahren war ein großer Teil der Leugner der Relativitätstheorie, von denen viele Einstein vehement attackierten, antisemitisch motiviert. Auch zahlreiche Wissenschaftler, die die Evolutionstheorie oder die Klimaforschung gegen Wissenschaftsleugner verteidigen, werden scharf angegangen und immer wieder Opfer von Verfolgung und Bedrohung. In der Klimaforschung werden zudem insbesondere Forscher angegriffen, die bedeutsame Forschungsbeiträge geleistet haben. Ziel dieser persönlichen Angriffe auf Klimaforscher ist dabei die Diskreditierung der Klimaforschung selbst.
Besonders stark attackierte Klimaforscher sind z. B. die IPCC-Leitautoren Benjamin Santer und Michael E. Mann. Santer wurde 1995, nachdem der IPCC in seinem Zweiten Sachstandsbericht festgehalten hatte, dass der Einfluss des Menschen auf das Klima bereits „erkennbar“ war, in einer von der fossilen Energieindustrie lancierten Kampagne vorsätzliche Unehrlichkeit, Korruption und Manipulation der Daten vorgeworfen; zudem wurde ihm unterstellt, die Öffentlichkeit und Politiker absichtlich zu täuschen. Mann wurde nach der Publikation des sogenannten Hockeyschläger-Diagramms, das einen starken Anstieg der Temperaturen im 20. Jahrhundert zeigte und das schließlich auch im Dritten Sachstandsbericht des IPCC prominent wiedergegeben wurde, einer groß aufgelegten, laut Stefan Rahmstorf „in der Wissenschaftsgeschichte wohl einzigartige[n] Kampagne“ zu diskreditieren versucht. Unter anderem erhielt er während des Höhepunktes der Milzbrand-Briefserie in den USA einen Brief mit weißem Pulver zugesandt.

### Starke Verbindungen zur Politik
Ein weiteres Merkmal sind oft Verbindungen zur Politik. Leugner der Relativitätstheorie waren in den 1920er und 1930er Jahren oft antisemitisch motiviert, während gegenwärtig in den USA Verbindungen zu rechten Strömungen erkennbar sind. Beispielsweise listet die sich als konservativ verstehende Enzyklopädie Conservapedia Artikel, in denen sie die Relativitätstheorie angreift, aber auch die Evolutionstheorie und die Klimaforschung. Die Leugnung der Evolution ist vor allem von einer christlichen Rechten geprägt, die auf diese Weise ihre fundamentalistischen Glaubenspositionen zu verteidigen sucht. Die Klimawandelleugnung wird primär von einer wirtschaftsorientierten Rechten vorangetrieben, die staatliche Eingriffe in den Markt ablehnt. Eine große Rolle beim Aufbau und der Finanzierung der Klimawandelleugnung spielten und spielen insbesondere Interessen von Wirtschaftsunternehmen, die in der Förderung und Verarbeitung fossiler Energien tätig sind, wie beispielsweise ExxonMobil oder Koch Industries, sowie von Verbänden dieser Branchen. Inzwischen existiert eine breit aufgestellte sogenannte „organisierte Klimaleugnerszene“, die sich unter anderem aus konservativen Think Tanks, verschiedenen politischen Frontgruppierungen sowie einer Vielzahl von Laienbloggern zusammensetzt. Hinzu kommen sich selbst als Experten ausgebende Laien, einige Wissenschaftler, PR-Unternehmen, Astroturfing-Gruppierungen, konservative Medien und Politiker. Gemeinsam ist ihnen vor allem die Ablehnung von staatlicher Regulierung durch Klimaschutzmaßnahmen.

## Erklärungsansätze

### Überblick
In der Wissenschaft existieren verschiedene Ansätze, mit denen Wissenschaftsleugnung zu erklären versucht wird. Sie lassen sich gemäß einer 2017 erschienenen Übersichtsarbeit grob in psychologische und soziologische Faktoren sowie Werte und Weltbilder unterteilen; zudem existiert die zielgerichtete Leugnung durch die sogenannte „denial machine“ von Industrieakteuren. Wie die Forschung zeigt, beruht Wissenschaftsleugnung nicht (allein) auf einem Mangel an Informationen oder fehlerhaftem bzw. unzureichendem Verständnis wissenschaftlicher Methoden, sondern vielmehr spielen verschiedene komplexe psychologische Mechanismen eine große Rolle.
Ein psychologischer Ansatz versucht Wissenschaftsleugnung als psychologischen Abwehrmechanismus (Leugnung) zu erklären, oft als Antwort auf ein als unlösbar angesehenes Problem. So wurde versucht, sie als selbstbetrügerische Reaktion auf eine existentielle und hartnäckige Zwangslage oder als kognitive Dissonanz zu deuten. Es liegen experimentelle Belege dafür vor, dass kognitive Dissonanzen zur Wissenschaftsleugnung beitragen. Ein soziologischer Erklärungsansatz ist, dass Personen vor allem Informationen von einem Anführer annehmen, dem sie vertrauen, da die sozialen Kosten der Ablehnung der dominierenden Weltbilder und Ansichten innerhalb von bestimmten sozialen Gruppen hoch sein können. Weitere Faktoren können auch ein Mangel an wissenschaftlicher Fähigkeit sein oder der Umstand, dass die abgelehnten wissenschaftlichen Erkenntnisse beunruhigend oder unangenehm sind.
Zudem liegen zahlreiche Studien vor, die die Aktivitäten der sogenannten Leugnungsmaschinerie (denial machine) untersucht haben, um herauszufinden, wie diese die Wissensleugnung der Bevölkerung und von Politikern hervorgerufen hat. Als zentrale Motivation für diese gezielt geschürte Leugnung, die vor allem in Nordamerika von politischen, wirtschaftlichen und religiösen Organisationen betrieben wurde und wird, wurden sowohl konservative Ideologie als auch Eigeninteresse durch Industrieunternehmen erkannt bzw. eine Kombination von beiden Faktoren. Negativ wirkte sich zusätzlich aus, dass Desinformationskampagnen solcher Gruppierungen von vielen Medien nicht als solche behandelt wurden, sondern aufgrund von Falscher Ausgewogenheit als gleichwertig zu wissenschaftlichen Informationen präsentiert wurden.

### Psychologische Mechanismen

#### Individuelle Mechanismen

##### Beharren auf Überzeugungen
Für gewöhnlich halten Menschen stark an ihren bisherigen Ansichten fest, auch wenn diese nicht länger angebracht sind. So überdauern die ersten Vorstellungen, Meinungen oder Ansichten, auch wenn sie von Belegen widerlegt werden. Ein Beispiel für dieses Beharren auf Überzeugungen ist die Publikation einer fehlerhaften und später zurückgezogenen Studie von Andrew Wakefield, die darauf hindeutete, dass der MMR-Impfstoff Autismus auslösen könne. Eine Vielzahl von weiteren Studien mit besserer Methodik widerlegte diese Aussage, zudem deckte ein Journalist in einer preisgekrönten Reportage Beweise für einen Betrug Wakefields auf. So hatte Wakefield nicht nur Ergebnisse falsch dargestellt, sondern auch einen erheblichen finanziellen Interessenkonflikt verschwiegen. Dennoch fürchten weiterhin zahlreiche Eltern in vielen Staaten der Erde, dass die MMR-Impfung Autismus auslösen könnte, und lassen ihre Kinder nur verzögert oder gar nicht mit diesem Impfstoff impfen. Das Beharren auf der Aussage einer einzelnen in betrügerischer Absicht publizierten Studie führt somit zu einer erheblichen Gefahr für die öffentliche Gesundheit.

##### Bestätigungsfehler und „myside bias“
In engem Zusammenhang mit dem Beharren auf Überzeugen stehen verschiedene Bestätigungsfehler. Menschen neigen dazu, Informationen wahrzunehmen, zu interpretieren oder zu nutzen, die ihre eigenen Überzeugungen bestätigen, während sie zugleich Informationen ignorieren, die ihre eigenen Anschauungen widerlegen. Zugleich tragen Bestätigungsfehler auch zum Beharren auf Überzeugungen bei, z. B. indem Menschen gezielt nach bestätigenden Informationen suchen, während sie andere Informationen übersehen. Eine besonders im Kontext der Wissenschaftsleugnung wichtige Untervariante ist der „myside bias“, der eine Tendenz beschreibt, Belege und Hypothesen so zu beurteilen, dass sie die vorher bestehende eigene Meinung bestätigen. Forschungen deuten zudem darauf hin, dass der myside bias dabei einer der seltenen kognitiven Prozesse ist, die komplett unabhängig von der Intelligenz der Person wirken, wie Forschungen zum Unterschätzen der Gesundheitsrisiken von Passivrauchen und Alkoholkonsum ergaben.

##### Reaktanz
Ein weiterer Faktor ist Reaktanz: Reaktanz tritt beispielsweise dann auf, wenn Menschen sich in ihrer Freiheit, ein gewisses Verhalten an den Tag zu legen, eingeschränkt fühlen und dann motiviert sind, diese Freiheit wiederzuerlangen. Daher führen wissenschaftliche Erkenntnisse, die das Freiheitsgefühl von Menschen zu bedrohen scheinen, häufig dazu, dass diese Erkenntnisse verleugnet werden. Reaktanz kann außerdem zu Verhaltensänderungen führen. Beispielsweise kann es vorkommen, dass Personen dazu übergehen, Widerstand zu leisten gegen etwas, was sie als Bedrohung ihrer Freiheit wahrnehmen. Beispielsweise ist es möglich, dass Eltern, die Impfgegner sind, für Impfung werbende Aussagen als Bedrohung wahrnehmen und infolgedessen noch weniger impfwillig werden.

##### Kognitive Dissonanz
Von großer Bedeutung im Kontext der Wissenschaftsleugnung sind kognitive Dissonanzen: Beispielsweise zeigt eine Vielzahl an Studien zu Rauchern, dass diese ihre kognitiven Dissonanzen im Hinblick auf die Gesundheitsschädlichkeit ihres Verhaltens reduzieren, indem sie die Gesundheitsrisiken des Rauchens unterschätzen und die Aussagekraft von Studien in Frage stellten, die die Gesundheitsgefahren des Rauchens darlegen. Diese Unterschätzung, die bereits in den 1960er Jahren entdeckt wurde, hält trotz des seit Jahrzehnten vorhandenen öffentlichen Bewusstseins für die Schädlichkeit des Rauchens auch gegenwärtig weiter an.

##### Abwehrmechanismen, psychologisches Immunsystem und Selbstbestätigung
Menschen haben ein „psychologisches Immunsystem“, das verschiedene Strategien und Verzerrungen nutzt, die es ermöglichen, bestimmte Situationen als weniger bedrohlich für den Selbstwert und das eigene Wohlbefinden erscheinen zu lassen. Wenn Menschen Informationen ausgesetzt sind, die das Selbstbild bedrohen, reagieren sie daher häufig mit Abwehrmechanismen, zu denen auch der Mechanismus der Verleugnung zählt. Diese Abwehrmechanismen treiben die Wissenschaftsleugnung voran. Beispielsweise zeigten Studien, dass Studenten mit aktivem Sexualleben nach dem Ansehen von AIDS-Aufklärungsfilmen das Risiko von sexuell übertragbaren Krankheiten geringer einschätzen, insbesondere wenn die in den Filmen gezeigten HIV-positiven Personen ihnen sehr ähnlich waren. Daraus leiteten die Studienautoren ab, dass AIDS-Aufklärungsfilme Leugnung auslösen können, besonders wenn sie zu nah an der Lebenswirklichkeit der Zielgruppe liegen. Allerdings deuten weitere Studien darauf hin, dass mit stärkerer Selbstbestärkung solche Effekte reduziert werden können. So zeigen Menschen größeren Willen, bedrohliche Informationen zu akzeptieren, wenn ihr Selbstwertgefühl zugleich in anderen Bereichen ihrer Identität gestärkt wird.

##### Verschwörungsdenken
Verschwörungsdenken, d. h. das Erklären von Ereignissen als Ergebnis von geheimen Machenschaften von mächtigen Personen(gruppen) oder Organisationen, wird von einigen Wissenschaftlern als Schlüsselindikator für Wissenschaftsleugnung angesehen. Der Glaube an Verschwörungstheorien ist ein deutlicher Indikator für die Ablehnung einer Vielzahl wissenschaftlicher Erkenntnisse. Hierzu zählen z. B. Zweifel an der Sicherheit von Impfstoffen und Nicht-Akzeptanz des Klimawandels, der Gesundheitsgefahren des Rauchens und des Zusammenhangs zwischen HIV und AIDS. Dabei sehen Verschwörungstheoretiker widersprechende Informationen häufig als Bestätigung ihrer Ansichten an, oder sie sehen das der Qualitätssicherung dienende Peer-Review-System der Wissenschaft als Zensur an. Forscher empfehlen daher, Verschwörungsdenken indirekt zu bekämpfen, beispielsweise indem vor der Überzeugung versucht wird, über Mittel zur Selbstbestätigung die Abwehrmechanismen zu reduzieren.

#### Mechanismen auf Gruppenebene

##### Soziale Identitätsprozesse
Gemäß der Theorie der sozialen Identität besitzen Personen sowohl persönliche als auch soziale Identitäten, deren letztere von der Zugehörigkeit zu sozialen Gruppen abhängen. Wird eine soziale Identität bedroht, können Mitglieder der Gruppe mit Wut oder Feindseligkeit reagieren, die eigene Gruppe schützen oder aggressiv gegen die Bedrohung vorgehen. Eine große Rolle spielen soziale Identitäten möglicherweise bei der Impfgegnerschaft. So kam eine Studie zum Ergebnis, dass Facebook eine effektive Plattform für Impfgegnergruppen ist, um dort wissenschaftsleugnende Falschaussagen zu verbreiten, beispielsweise dass es keine Polio gebe. Diese Botschaften sind wahrscheinlich dann besonders einflussreich, wenn sie von jemandem aus der eigenen Gruppe verbreitet werden, während widersprechende Aussagen aus Fremdgruppen wahrscheinlich bestritten werden.

##### Ideologien und kulturelle Werte
Ebenso sind Ideologien und kulturelle Weltanschauung ein Faktor bei der Wissenschaftsleugnung. Beispielsweise deutet eine Freier-Markt-Ideologie auf Klimawandelleugnung sowie das Bestreiten einer Reihe weiterer wissenschaftlicher Erkenntnisse hin. Eine Vielzahl an Studien zeigt zudem auf, dass die Klimawandelleugnung stark mit Faktoren wie einer individualistischen Weltsicht, Anthropozentrismus, Befürwortung von Eigentumsrechten, Glauben an den Kapitalismus oder den Freier-Markt-Neoliberalismus sowie mit konservativen Kernüberzeugungen und Evangelikalismus korreliert. Die größte Aussagekraft ergab sich, wenn mehrere dieser ideologischen und wertebezogenen Faktoren gemeinsam berücksichtigt wurden.
Kulturelle Kognitionsmechanismen beeinflussen sowohl, was Menschen glauben, als auch, wem sie glauben. So sehen Menschen andere Menschen als glaubwürdiger an und lassen sich leichter von ihnen überzeugen, wenn sie annehmen, dass diese die gleichen kulturellen Werte teilen. Das lässt darauf schließen, dass Überzeugungsarbeit besonders effektiv ist, wenn Informationen so präsentiert werden, dass sie die Werte und Ideologien der Adressaten bestätigen statt bedrohen. Zudem ist es hilfreich, verschiedene Experten mit unterschiedlichen persönlichen Hintergründen zu nutzen, um möglichst viele Menschen mit unterschiedlichen Ansichten zu erreichen.

#### Intergruppenprozesse
Intergruppenperspektiven können die Hintergründe von wütender Leugnung und aggressivem oder ähnlichem emotionalem Verhalten gegenüber Wissenschaftlern erklären. So betrachten z. B. manche Wissenschaftsleugner Wissenschaftler als feindlich gesinnte Fremdgruppe, die die eigenen Gruppe bedroht oder ihr schadet.

##### Intergruppen-Emotionstheorie
Bestimmte Ereignisse können gruppenspezifische Emotionen auslösen, beispielsweise Freude nach einem Sieg der eigenen Sportmannschaft. Typischerweise erleben Menschen, die sich besonders stark mit einer Gruppe identifizieren, besonders starke gruppenspezifische Emotionen. So zeigten Personen, die sich sehr stark mit der Impfgegnerbewegung identifizieren, besonders starkes Misstrauen gegenüber Wissenschaftlern, die an Impfstoffen forschen. Abhängig davon, ob es sich um Angehörige der eigenen oder einer fremden Gruppe handelt, fallen die emotionalen Reaktionen in der eigenen Gruppe unterschiedlich aus. Wenn z. B. eine Fremdgruppe als bedrohlich wahrgenommen wird, führt dies zu emotionalen Reaktionen, beispielsweise Angst, die eine Vermeidung bewirkt, aber auch Wut, die zu einer Konfrontation führt. Die Intergruppen-Emotionstheorie gilt daher in der Forschung als wichtiges Konzept, um sowohl gegen wissenschaftliche Erkenntnisse als auch gegen Wissenschaftler gerichtete emotional-aggressive Wissenschaftsleugnung zu erklären.

##### Intergruppen-Bedrohungstheorie
Wenn Personen in der Eigengruppe den Eindruck haben, dass Mitglieder der Fremdgruppe sie bedrohen können, empfinden sie eine Intergruppen-Bedrohung. Dies gilt sowohl für echte Bedrohungen, die das physische oder materielle Wohl bedrohen, als auch für symbolische Bedrohungen, die die eigene Weltanschauung gefährden. Üblicherweise führen physische Bedrohungen oder Bedrohungen der Sicherheit zu Angst, während Bedrohungen der Freiheit zu Wut führen. Daher gilt es als wahrscheinlich, dass Intergruppen-Bedrohungen ein Schlüsselfaktor für wütende Wissenschaftsleugnung darstellen. So zeigen beispielsweise erste vorläufige Forschungsergebnisse, dass eine gefühlte Bedrohung durch Wissenschaftler Wissenschaftsleugnung, Wut und aggressive Absichten steigert. Beispielsweise könnten Eltern, die Impfungen ablehnen, Wissenschaftler, die sich für Impfungen aussprechen, als Gefahr für ihre Kinder betrachten.

## Historische Beispiele
Edmund Husserl erklärte in einem Buch von 1929, dass schon in der Antike Platon sich gegen eine „universelle Wissenschaftsleugnung der sophistischen Skepsis“ verteidigt haben soll. Als Reaktion auf die grundsätzliche Ablehnung der Wissenschaft an sich habe er diese auf Logik aufgebaut.
Das Beispiel Ignaz Semmelweis aus dem 19. Jahrhundert, dessen wissenschaftliche Entdeckung, dass Hygiene im Medizinbetrieb Krankheiten verhindert, eine breite Ablehnung erfuhr, war namensgebend für den Semmelweis-Reflex.